# Llista d'asteroides (376001-377000)
Llista d'asteroides del 376.001 al 377.000, amb data de descoberta i descobridor. És un fragment de la llista d'asteroides completa. Als asteroides se'ls dona un número quan es confirma la seva òrbita, per tant apareixen llistats aproximadament segons la data de descobriment.

## 376001-376100
| Nom                 | Designació provisional | Data de descobriment   | Lloc de descobriment | Descobridor/s     |
| ------------------- | ---------------------- | ---------------------- | -------------------- | ----------------- |
| 376001              | 2010 AF5               | 4 de gener de 2010     | Kitt Peak            | Spacewatch        |
| 376002              | 2010 AT11              | 6 de gener de 2010     | Kitt Peak            | Spacewatch        |
| 376003              | 2010 AD17              | 7 de gener de 2010     | Kitt Peak            | Spacewatch        |
| 376004              | 2010 AM21              | 6 de gener de 2010     | Catalina             | CSS               |
| 376005              | 2010 AN25              | 6 de gener de 2010     | Kitt Peak            | Spacewatch        |
| 376006              | 2010 AV25              | 6 de gener de 2010     | Kitt Peak            | Spacewatch        |
| 376007              | 2010 AL27              | 6 de setembre de 2008  | Mount Lemmon         | Mt. Lemmon Survey |
| 376008              | 2010 AB33              | 7 de gener de 2010     | Kitt Peak            | Spacewatch        |
| 376009              | 2010 AK33              | 7 de gener de 2010     | Kitt Peak            | Spacewatch        |
| 376010              | 2010 AB37              | 7 de gener de 2010     | Kitt Peak            | Spacewatch        |
| 376011              | 2010 AR39              | 9 de gener de 2010     | Nazaret              | G. Muler          |
| 376012              | 2010 AS40              | 12 de gener de 2010    | Bisei SG Center      | BATTeRS           |
| 376013              | 2010 AB41              | 6 de gener de 2010     | Kitt Peak            | Spacewatch        |
| 376014              | 2010 AQ41              | 21 de novembre de 2009 | Mount Lemmon         | Mt. Lemmon Survey |
| 376015              | 2010 AT46              | 8 de gener de 2010     | Kitt Peak            | Spacewatch        |
| 376016              | 2010 AQ64              | 10 de gener de 2010    | Kitt Peak            | Spacewatch        |
| 376017              | 2010 AC68              | 12 de gener de 2010    | Kitt Peak            | Spacewatch        |
| 376018              | 2010 AD68              | 12 de gener de 2010    | Mount Lemmon         | Mt. Lemmon Survey |
| 376019              | 2010 AZ69              | 12 de gener de 2010    | Mount Lemmon         | Mt. Lemmon Survey |
| 376020              | 2010 AE70              | 12 de gener de 2010    | Kitt Peak            | Spacewatch        |
| 376021              | 2010 AQ76              | 4 de novembre de 2004  | Anderson Mesa        | LONEOS            |
| 376022              | 2010 AW76              | 6 de gener de 2010     | Kitt Peak            | Spacewatch        |
| 376023              | 2010 AJ80              | 7 de gener de 2010     | Kitt Peak            | Spacewatch        |
| 376024              | 2010 AD87              | 8 de gener de 2010     | WISE                 | WISE              |
| 376025              | 2010 BK1               | 17 de gener de 2010    | Dauban               | F. Kugel          |
| 376026              | 2010 BR46              | 19 de gener de 2010    | WISE                 | WISE              |
| 376027              | 2010 CH2               | 11 de gener de 2010    | Kitt Peak            | Spacewatch        |
| 376028              | 2010 CX11              | 6 de febrer de 2010    | Mayhill              | A. Lowe           |
| 376029              | 2010 CQ12              | 12 de febrer de 2010   | Mayhill              | S. Kurti          |
| 376030              | 2010 CA20              | 6 de febrer de 2010    | La Sagra             | OAM               |
| 376031              | 2010 CF22              | 9 de febrer de 2010    | Catalina             | CSS               |
| 376032              | 2010 CA35              | 10 de febrer de 2010   | Kitt Peak            | Spacewatch        |
| 376033              | 2010 CB51              | 13 de febrer de 2010   | WISE                 | WISE              |
| 376034              | 2010 CJ60              | 14 de febrer de 2010   | Socorro              | LINEAR            |
| 376035              | 2010 CL81              | 29 de desembre de 1997 | Kitt Peak            | Spacewatch        |
| 376036              | 2010 CC100             | 22 de desembre de 1998 | Kitt Peak            | Spacewatch        |
| 376037              | 2010 CH111             | 23 d'agost de 2007     | Kitt Peak            | Spacewatch        |
| 376038              | 2010 CL115             | 31 d'octubre de 2008   | Catalina             | CSS               |
| 376039              | 2010 CU128             | 9 de febrer de 2010    | Catalina             | CSS               |
| 376040              | 2010 CM137             | 18 de novembre de 2008 | Catalina             | CSS               |
| 376041              | 2010 CX145             | 14 de febrer de 2010   | Catalina             | CSS               |
| 376042              | 2010 CB146             | 15 de febrer de 2010   | Catalina             | CSS               |
| 376043              | 2010 CP147             | 4 d'octubre de 2007    | Mount Lemmon         | Mt. Lemmon Survey |
| 376044              | 2010 CK149             | 11 de gener de 2010    | Mount Lemmon         | Mt. Lemmon Survey |
| 376045              | 2010 CG152             | 14 de febrer de 2010   | Kitt Peak            | Spacewatch        |
| 376046              | 2010 CD165             | 10 d'agost de 2007     | Kitt Peak            | Spacewatch        |
| 376047              | 2010 DN10              | 16 de febrer de 2010   | Mount Lemmon         | Mt. Lemmon Survey |
| 376048              | 2010 DW27              | 18 de febrer de 2010   | WISE                 | WISE              |
| 376049              | 2010 DS38              | 16 de febrer de 2010   | Kitt Peak            | Spacewatch        |
| 376050              | 2010 DW42              | 15 de gener de 2004    | Kitt Peak            | Spacewatch        |
| 376051              | 2010 EK30              | 9 de març de 2010      | Bergisch Gladbac     | W. Bickel         |
| 376052              | 2010 EH44              | 13 de març de 2010     | Črni Vrh             | Crni Vrh          |
| 376053              | 2010 EM80              | 12 de març de 2010     | Mount Lemmon         | Mt. Lemmon Survey |
| 376054              | 2010 EL111             | 14 de març de 2010     | Kitt Peak            | Spacewatch        |
| 376055              | 2010 EO113             | 4 de març de 2010      | Catalina             | CSS               |
| 376056              | 2010 EJ127             | 15 de març de 2010     | Mount Lemmon         | Mt. Lemmon Survey |
| 376057              | 2010 EH147             | 8 de març de 2010      | WISE                 | WISE              |
| 376058              | 2010 FX7               | 16 de març de 2010     | WISE                 | WISE              |
| 376059              | 2010 FY14              | 17 de març de 2010     | Catalina             | CSS               |
| 376060              | 2010 FT16              | 17 de novembre de 2008 | Kitt Peak            | Spacewatch        |
| 376061              | 2010 FF82              | 13 de gener de 2004    | Kitt Peak            | Spacewatch        |
| 376062              | 2010 GU28              | 20 de gener de 2009    | Catalina             | CSS               |
| 376063              | 2010 GT134             | 7 de novembre de 2002  | Socorro              | LINEAR            |
| 376064              | 2010 GX141             | 9 d'abril de 2010      | Mount Lemmon         | Mt. Lemmon Survey |
| 376065              | 2010 GR144             | 12 d'abril de 2010     | Mount Lemmon         | Mt. Lemmon Survey |
| 376066              | 2010 GT145             | 6 d'abril de 2010      | Catalina             | CSS               |
| 376067              | 2010 HY30              | 13 de desembre de 2004 | Kitt Peak            | Spacewatch        |
| 376068              | 2010 JQ5               | 29 de desembre de 2003 | Catalina             | CSS               |
| 376069              | 2010 LP62              | 11 de juny de 2010     | Mount Lemmon         | Mt. Lemmon Survey |
| 376070              | 2010 NA40              | 10 d'octubre de 2007   | Kitt Peak            | Spacewatch        |
| 376071              | 2010 OE49              | 22 de juliol de 2010   | WISE                 | WISE              |
| 376072              | 2010 TF149             | 12 d'octubre de 2010   | Mount Lemmon         | Mt. Lemmon Survey |
| 376073              | 2010 TO179             | 4 d'octubre de 1999    | Kitt Peak            | Spacewatch        |
| 376074              | 2010 US30              | 5 de novembre de 2007  | Kitt Peak            | Spacewatch        |
| 376075              | 2010 UY35              | 1 de maig de 2009      | Mount Lemmon         | Mt. Lemmon Survey |
| 376076              | 2010 UF36              | 29 d'octubre de 2010   | Mount Lemmon         | Mt. Lemmon Survey |
| 376077              | 2010 UN52              | 5 de setembre de 2010  | Mount Lemmon         | Mt. Lemmon Survey |
| 376078              | 2010 UV61              | 20 de desembre de 2004 | Mount Lemmon         | Mt. Lemmon Survey |
| 376079              | 2010 UU72              | 13 de desembre de 2007 | Socorro              | LINEAR            |
| 376080              | 2010 UL77              | 18 de setembre de 2003 | Kitt Peak            | Spacewatch        |
| 376081              | 2010 UK92              | 16 de setembre de 2010 | Kitt Peak            | Spacewatch        |
| 376082              | 2010 VS16              | 9 de novembre de 2007  | Mount Lemmon         | Mt. Lemmon Survey |
| 376083              | 2010 VR19              | 5 de desembre de 2007  | Kitt Peak            | Spacewatch        |
| 376084 Annettepeter | 2010 VW20              | 3 de novembre de 2010  | Tzec Maun            | E. Schwab         |
| 376085              | 2010 VQ47              | 2 de novembre de 2010  | Kitt Peak            | Spacewatch        |
| 376086              | 2010 VK53              | 3 de novembre de 2010  | Mount Lemmon         | Mt. Lemmon Survey |
| 376087              | 2010 VX81              | 14 d'abril de 2005     | Kitt Peak            | Spacewatch        |
| 376088              | 2010 VN84              | 7 de novembre de 2007  | Mount Lemmon         | Mt. Lemmon Survey |
| 376089              | 2010 VA106             | 24 d'abril de 2006     | Kitt Peak            | Spacewatch        |
| 376090              | 2010 VM117             | 16 de desembre de 2007 | Kitt Peak            | Spacewatch        |
| 376091              | 2010 VF119             | 18 de setembre de 2010 | Mount Lemmon         | Mt. Lemmon Survey |
| 376092              | 2010 VP159             | 10 de gener de 2008    | Kitt Peak            | Spacewatch        |
| 376093              | 2010 VA161             | 5 de febrer de 2009    | Mount Lemmon         | Mt. Lemmon Survey |
| 376094              | 2010 VB166             | 17 de desembre de 2007 | Kitt Peak            | Spacewatch        |
| 376095              | 2010 VB168             | 15 de desembre de 2007 | Kitt Peak            | Spacewatch        |
| 376096              | 2010 VH169             | 1 de desembre de 2003  | Kitt Peak            | Spacewatch        |
| 376097              | 2010 VA171             | 20 d'octubre de 2003   | Kitt Peak            | Spacewatch        |
| 376098              | 2010 VJ174             | 24 de març de 2002     | Kitt Peak            | Spacewatch        |
| 376099              | 2010 VP184             | 1 de novembre de 2010  | Kitt Peak            | Spacewatch        |
| 376100              | 2010 VB192             | 4 de novembre de 2010  | La Sagra             | OAM               |

## 376101-376200
| Nom    | Designació provisional | Data de descobriment   | Lloc de descobriment | Descobridor/s     |
| ------ | ---------------------- | ---------------------- | -------------------- | ----------------- |
| 376101 | 2010 VB211             | 18 de setembre de 2003 | Kitt Peak            | Spacewatch        |
| 376102 | 2010 VS215             | 14 de desembre de 2003 | Kitt Peak            | Spacewatch        |
| 376103 | 2010 WK2               | 30 de desembre de 2007 | Mount Lemmon         | Mt. Lemmon Survey |
| 376104 | 2010 WQ50              | 28 de novembre de 2010 | Kitt Peak            | Spacewatch        |
| 376105 | 2010 WL55              | 19 de novembre de 2003 | Anderson Mesa        | LONEOS            |
| 376106 | 2010 WB56              | 11 de novembre de 2007 | Mount Lemmon         | Mt. Lemmon Survey |
| 376107 | 2010 WD65              | 3 de març de 2008      | Catalina             | CSS               |
| 376108 | 2010 WK65              | 18 de gener de 2008    | Mount Lemmon         | Mt. Lemmon Survey |
| 376109 | 2010 WY65              | 8 de març de 2008      | Kitt Peak            | Spacewatch        |
| 376110 | 2010 WL70              | 19 d'octubre de 2000   | Kitt Peak            | Spacewatch        |
| 376111 | 2010 XY12              | 4 de novembre de 2002  | La Palma             | A. Fitzsimmons    |
| 376112 | 2010 XU14              | 21 d'abril de 2009     | Mount Lemmon         | Mt. Lemmon Survey |
| 376113 | 2010 XQ32              | 17 d'octubre de 2003   | Kitt Peak            | Spacewatch        |
| 376114 | 2010 XY34              | 16 d'octubre de 2003   | Kitt Peak            | Spacewatch        |
| 376115 | 2010 XB45              | 7 de febrer de 2002    | Kitt Peak            | Spacewatch        |
| 376116 | 2010 XQ85              | 2 de novembre de 2010  | Mount Lemmon         | Mt. Lemmon Survey |
| 376117 | 2011 AB                | 5 de desembre de 2010  | Mount Lemmon         | Mt. Lemmon Survey |
| 376118 | 2011 AH7               | 6 de desembre de 2010  | Kitt Peak            | Spacewatch        |
| 376119 | 2011 AG8               | 20 d'octubre de 2003   | Kitt Peak            | Spacewatch        |
| 376120 | 2011 AP12              | 19 d'octubre de 2006   | Kitt Peak            | Spacewatch        |
| 376121 | 2011 AP13              | 5 de gener de 2011     | Catalina             | CSS               |
| 376122 | 2011 AC24              | 20 de març de 2004     | Socorro              | LINEAR            |
| 376123 | 2011 AT28              | 13 de gener de 2004    | Kitt Peak            | Spacewatch        |
| 376124 | 2011 AK33              | 6 de febrer de 2000    | Catalina             | CSS               |
| 376125 | 2011 AM35              | 16 de novembre de 2010 | Mount Lemmon         | Mt. Lemmon Survey |
| 376126 | 2011 AH45              | 13 de desembre de 2001 | Socorro              | LINEAR            |
| 376127 | 2011 AJ45              | 24 de desembre de 2006 | Kitt Peak            | Spacewatch        |
| 376128 | 2011 AV45              | 13 de desembre de 2006 | Kitt Peak            | Spacewatch        |
| 376129 | 2011 AD46              | 10 de desembre de 2005 | Kitt Peak            | Spacewatch        |
| 376130 | 2011 AG46              | 2 de juliol de 2008    | Kitt Peak            | Spacewatch        |
| 376131 | 2011 AH56              | 22 de novembre de 2006 | Kitt Peak            | Spacewatch        |
| 376132 | 2011 AN63              | 19 de setembre de 1998 | Caussols             | ODAS              |
| 376133 | 2011 AR63              | 2 de novembre de 2006  | Mount Lemmon         | Mt. Lemmon Survey |
| 376134 | 2011 AP65              | 20 de març de 2007     | Catalina             | CSS               |
| 376135 | 2011 AX66              | 11 d'octubre de 1996   | Kitt Peak            | Spacewatch        |
| 376136 | 2011 AO68              | 14 de novembre de 1998 | Kitt Peak            | Spacewatch        |
| 376137 | 2011 AW68              | 27 de maig de 2008     | Kitt Peak            | Spacewatch        |
| 376138 | 2011 AK73              | 9 de febrer de 2007    | Catalina             | CSS               |
| 376139 | 2011 BR1               | 13 de febrer de 2007   | Mount Lemmon         | Mt. Lemmon Survey |
| 376140 | 2011 BD3               | 28 de març de 2008     | Mount Lemmon         | Mt. Lemmon Survey |
| 376141 | 2011 BZ4               | 19 d'agost de 2006     | Kitt Peak            | Spacewatch        |
| 376142 | 2011 BK16              | 29 de gener de 2000    | Kitt Peak            | Spacewatch        |
| 376143 | 2011 BW19              | 14 de març de 2007     | Anderson Mesa        | LONEOS            |
| 376144 | 2011 BZ19              | 7 d'agost de 2008      | Kitt Peak            | Spacewatch        |
| 376145 | 2011 BG20              | 22 de setembre de 2009 | Mount Lemmon         | Mt. Lemmon Survey |
| 376146 | 2011 BX27              | 12 de març de 2007     | Kitt Peak            | Spacewatch        |
| 376147 | 2011 BL28              | 23 de gener de 2006    | Mount Lemmon         | Mt. Lemmon Survey |
| 376148 | 2011 BM31              | 13 de desembre de 2006 | Mount Lemmon         | Mt. Lemmon Survey |
| 376149 | 2011 BP32              | 26 de setembre de 2006 | Mount Lemmon         | Mt. Lemmon Survey |
| 376150 | 2011 BP34              | 21 de març de 2004     | Kitt Peak            | Spacewatch        |
| 376151 | 2011 BE59              | 30 de novembre de 2005 | Kitt Peak            | Spacewatch        |
| 376152 | 2011 BN66              | 14 de març de 2007     | Kitt Peak            | Spacewatch        |
| 376153 | 2011 BT69              | 17 de gener de 2007    | Kitt Peak            | Spacewatch        |
| 376154 | 2011 BQ72              | 16 de març de 2004     | Kitt Peak            | Spacewatch        |
| 376155 | 2011 BP75              | 11 d'agost de 2004     | Socorro              | LINEAR            |
| 376156 | 2011 BH79              | 19 de novembre de 2006 | Catalina             | CSS               |
| 376157 | 2011 BE81              | 27 de desembre de 2006 | Mount Lemmon         | Mt. Lemmon Survey |
| 376158 | 2011 BD86              | 1 de juliol de 1997    | Kitt Peak            | Spacewatch        |
| 376159 | 2011 BF86              | 27 d'agost de 2009     | Kitt Peak            | Spacewatch        |
| 376160 | 2011 BZ99              | 1 de desembre de 2005  | Kitt Peak            | Spacewatch        |
| 376161 | 2011 BU105             | 27 d'octubre de 2009   | Kitt Peak            | Spacewatch        |
| 376162 | 2011 BG118             | 31 d'agost de 2005     | Kitt Peak            | Spacewatch        |
| 376163 | 2011 BO123             | 27 de gener de 2007    | Kitt Peak            | Spacewatch        |
| 376164 | 2011 BJ127             | 27 de gener de 2011    | Mount Lemmon         | Mt. Lemmon Survey |
| 376165 | 2011 BG130             | 28 de gener de 2011    | Mount Lemmon         | Mt. Lemmon Survey |
| 376166 | 2011 BT130             | 8 de novembre de 2009  | Mount Lemmon         | Mt. Lemmon Survey |
| 376167 | 2011 BC134             | 14 de gener de 2011    | Kitt Peak            | Spacewatch        |
| 376168 | 2011 BN145             | 10 de gener de 2011    | Kitt Peak            | Spacewatch        |
| 376169 | 2011 BH162             | 15 de febrer de 1994   | Kitt Peak            | Spacewatch        |
| 376170 | 2011 CL9               | 6 de desembre de 2005  | Kitt Peak            | Spacewatch        |
| 376171 | 2011 CV11              | 28 de gener de 2007    | Mount Lemmon         | Mt. Lemmon Survey |
| 376172 | 2011 CL14              | 1 de desembre de 2005  | Kitt Peak            | Spacewatch        |
| 376173 | 2011 CW14              | 13 de desembre de 2006 | Kitt Peak            | Spacewatch        |
| 376174 | 2011 CK15              | 6 de novembre de 2005  | Kitt Peak            | Spacewatch        |
| 376175 | 2011 CT15              | 26 de gener de 2007    | Kitt Peak            | Spacewatch        |
| 376176 | 2011 CH17              | 16 d'octubre de 2006   | Catalina             | CSS               |
| 376177 | 2011 CX17              | 27 de setembre de 2006 | Mount Lemmon         | Mt. Lemmon Survey |
| 376178 | 2011 CL27              | 11 de desembre de 2006 | Kitt Peak            | Spacewatch        |
| 376179 | 2011 CB31              | 13 de desembre de 2006 | Mount Lemmon         | Mt. Lemmon Survey |
| 376180 | 2011 CD32              | 11 de setembre de 2004 | Kitt Peak            | Spacewatch        |
| 376181 | 2011 CT32              | 25 de gener de 2007    | Kitt Peak            | Spacewatch        |
| 376182 | 2011 CB35              | 7 de setembre de 2008  | Mount Lemmon         | Mt. Lemmon Survey |
| 376183 | 2011 CS35              | 7 de febrer de 2002    | Socorro              | LINEAR            |
| 376184 | 2011 CX41              | 12 de juliol de 2005   | Kitt Peak            | Spacewatch        |
| 376185 | 2011 CR48              | 1 d'octubre de 2005    | Catalina             | CSS               |
| 376186 | 2011 CE51              | 20 de març de 2007     | Mount Lemmon         | Mt. Lemmon Survey |
| 376187 | 2011 CT51              | 24 de desembre de 2006 | Kitt Peak            | Spacewatch        |
| 376188 | 2011 CT53              | 23 de febrer de 2006   | Anderson Mesa        | LONEOS            |
| 376189 | 2011 CG62              | 30 de maig de 2008     | Kitt Peak            | Spacewatch        |
| 376190 | 2011 CN65              | 1 de febrer de 2010    | WISE                 | WISE              |
| 376191 | 2011 CU66              | 19 de setembre de 2006 | Kitt Peak            | Spacewatch        |
| 376192 | 2011 CE67              | 17 de novembre de 2006 | Kitt Peak            | Spacewatch        |
| 376193 | 2011 CB68              | 15 de setembre de 2004 | Kitt Peak            | Spacewatch        |
| 376194 | 2011 CQ71              | 7 de setembre de 2004  | Kitt Peak            | Spacewatch        |
| 376195 | 2011 CL72              | 31 de març de 2004     | Kitt Peak            | Spacewatch        |
| 376196 | 2011 CD73              | 22 d'abril de 2004     | Kitt Peak            | Spacewatch        |
| 376197 | 2011 CR75              | 9 de maig de 2004      | Kitt Peak            | Spacewatch        |
| 376198 | 2011 CN81              | 27 de novembre de 2009 | Mount Lemmon         | Mt. Lemmon Survey |
| 376199 | 2011 CO86              | 9 de novembre de 2009  | Kitt Peak            | Spacewatch        |
| 376200 | 2011 CP116             | 27 de gener de 2007    | Kitt Peak            | Spacewatch        |

## 376201-376300
| Nom    | Designació provisional | Data de descobriment   | Lloc de descobriment | Descobridor/s     |
| ------ | ---------------------- | ---------------------- | -------------------- | ----------------- |
| 376201 | 2011 CA117             | 20 d'abril de 2007     | Kitt Peak            | Spacewatch        |
| 376202 | 2011 DP1               | 11 de novembre de 2006 | Mount Lemmon         | Mt. Lemmon Survey |
| 376203 | 2011 DE2               | 24 de novembre de 2006 | Kitt Peak            | Spacewatch        |
| 376204 | 2011 DD4               | 16 de novembre de 2006 | Mount Lemmon         | Mt. Lemmon Survey |
| 376205 | 2011 DV9               | 5 de gener de 2006     | Kitt Peak            | Spacewatch        |
| 376206 | 2011 DT11              | 26 de desembre de 2006 | Kitt Peak            | Spacewatch        |
| 376207 | 2011 DD12              | 8 de febrer de 2011    | Mount Lemmon         | Mt. Lemmon Survey |
| 376208 | 2011 DH15              | 22 de gener de 2002    | Kitt Peak            | Spacewatch        |
| 376209 | 2011 DA18              | 25 de desembre de 2005 | Kitt Peak            | Spacewatch        |
| 376210 | 2011 DB24              | 26 de febrer de 2011   | Kitt Peak            | Spacewatch        |
| 376211 | 2011 DJ24              | 21 de gener de 2002    | Kitt Peak            | Spacewatch        |
| 376212 | 2011 DU28              | 22 de novembre de 2006 | Kitt Peak            | Spacewatch        |
| 376213 | 2011 DO29              | 24 de desembre de 2006 | Kitt Peak            | Spacewatch        |
| 376214 | 2011 DN35              | 24 d'abril de 2006     | Kitt Peak            | Spacewatch        |
| 376215 | 2011 DK42              | 15 de gener de 1996    | Linz                 | E. Meyer          |
| 376216 | 2011 EZ2               | 10 de febrer de 2011   | Mount Lemmon         | Mt. Lemmon Survey |
| 376217 | 2011 EQ4               | 1 de març de 2011      | Catalina             | CSS               |
| 376218 | 2011 EZ6               | 21 de desembre de 2004 | Catalina             | CSS               |
| 376219 | 2011 ER12              | 21 d'abril de 2004     | Kitt Peak            | Spacewatch        |
| 376220 | 2011 EG13              | 21 de març de 1993     | La Silla             | Comets UESAC      |
| 376221 | 2011 EH15              | 30 de gener de 2006    | Kitt Peak            | Spacewatch        |
| 376222 | 2011 EK17              | 14 de desembre de 2001 | Socorro              | LINEAR            |
| 376223 | 2011 EB24              | 6 de febrer de 2007    | Mount Lemmon         | Mt. Lemmon Survey |
| 376224 | 2011 ET24              | 2 d'octubre de 2008    | Kitt Peak            | Spacewatch        |
| 376225 | 2011 ED25              | 10 d'octubre de 2008   | Mount Lemmon         | Mt. Lemmon Survey |
| 376226 | 2011 EG27              | 26 d'octubre de 2009   | Mount Lemmon         | Mt. Lemmon Survey |
| 376227 | 2011 EL35              | 8 d'octubre de 2004    | Kitt Peak            | Spacewatch        |
| 376228 | 2011 EH37              | 29 de setembre de 2008 | Mount Lemmon         | Mt. Lemmon Survey |
| 376229 | 2011 EB40              | 14 de desembre de 2006 | Mount Lemmon         | Mt. Lemmon Survey |
| 376230 | 2011 ER41              | 22 de novembre de 2006 | Mount Lemmon         | Mt. Lemmon Survey |
| 376231 | 2011 EE42              | 1 de febrer de 2006    | Kitt Peak            | Spacewatch        |
| 376232 | 2011 EO42              | 11 de març de 2007     | Mount Lemmon         | Mt. Lemmon Survey |
| 376233 | 2011 EZ43              | 18 de novembre de 2003 | Kitt Peak            | Spacewatch        |
| 376234 | 2011 EN44              | 18 de novembre de 1995 | Kitt Peak            | Spacewatch        |
| 376235 | 2011 EV44              | 22 de febrer de 2006   | Anderson Mesa        | LONEOS            |
| 376236 | 2011 EX44              | 6 de novembre de 2008  | Mount Lemmon         | Mt. Lemmon Survey |
| 376237 | 2011 EN45              | 29 de novembre de 1999 | Kitt Peak            | Spacewatch        |
| 376238 | 2011 EC50              | 3 de març de 2010      | WISE                 | WISE              |
| 376239 | 2011 EO50              | 15 d'abril de 2007     | Kitt Peak            | Spacewatch        |
| 376240 | 2011 EM53              | 21 de setembre de 2007 | Kitt Peak            | Spacewatch        |
| 376241 | 2011 EG55              | 25 de febrer de 2011   | Kitt Peak            | Spacewatch        |
| 376242 | 2011 EE68              | 19 d'abril de 2006     | Anderson Mesa        | LONEOS            |
| 376243 | 2011 EA69              | 15 de març de 2007     | Mount Lemmon         | Mt. Lemmon Survey |
| 376244 | 2011 EM73              | 14 de desembre de 2006 | Kitt Peak            | Spacewatch        |
| 376245 | 2011 ES75              | 29 de març de 2007     | Kitt Peak            | Spacewatch        |
| 376246 | 2011 ES77              | 16 d'abril de 2007     | Catalina             | CSS               |
| 376247 | 2011 EK81              | 29 d'octubre de 2005   | Kitt Peak            | Spacewatch        |
| 376248 | 2011 EU82              | 16 de setembre de 2009 | Kitt Peak            | Spacewatch        |
| 376249 | 2011 EL83              | 22 de gener de 2006    | Mount Lemmon         | Mt. Lemmon Survey |
| 376250 | 2011 ES83              | 4 de març de 2005      | Mount Lemmon         | Mt. Lemmon Survey |
| 376251 | 2011 EF84              | 28 de desembre de 2005 | Kitt Peak            | Spacewatch        |
| 376252 | 2011 EV85              | 18 d'abril de 2007     | Kitt Peak            | Spacewatch        |
| 376253 | 2011 FV1               | 18 d'abril de 2007     | Mount Lemmon         | Mt. Lemmon Survey |
| 376254 | 2011 FW1               | 28 de setembre de 2008 | Mount Lemmon         | Mt. Lemmon Survey |
| 376255 | 2011 FB2               | 7 d'abril de 2010      | WISE                 | WISE              |
| 376256 | 2011 FU2               | 6 de novembre de 2005  | Catalina             | CSS               |
| 376257 | 2011 FC6               | 11 de desembre de 2004 | Kitt Peak            | Spacewatch        |
| 376258 | 2011 FS7               | 11 d'octubre de 2004   | Kitt Peak            | Spacewatch        |
| 376259 | 2011 FY7               | 29 de gener de 1995    | Kitt Peak            | Spacewatch        |
| 376260 | 2011 FF10              | 20 de març de 2010     | WISE                 | WISE              |
| 376261 | 2011 FX13              | 25 d'abril de 2000     | Anderson Mesa        | LONEOS            |
| 376262 | 2011 FJ18              | 19 de desembre de 2001 | Socorro              | LINEAR            |
| 376263 | 2011 FR18              | 4 d'octubre de 2004    | Kitt Peak            | Spacewatch        |
| 376264 | 2011 FD19              | 3 de març de 2005      | Catalina             | CSS               |
| 376265 | 2011 FO21              | 31 de gener de 1995    | Kitt Peak            | Spacewatch        |
| 376266 | 2011 FJ24              | 24 de setembre de 2008 | Kitt Peak            | Spacewatch        |
| 376267 | 2011 FW24              | 24 de setembre de 2008 | Mount Lemmon         | Mt. Lemmon Survey |
| 376268 | 2011 FT28              | 6 de gener de 2010     | Mount Lemmon         | Mt. Lemmon Survey |
| 376269 | 2011 FG32              | 1 d'abril de 2000      | Kitt Peak            | Spacewatch        |
| 376270 | 2011 FQ41              | 17 de desembre de 2009 | Mount Lemmon         | Mt. Lemmon Survey |
| 376271 | 2011 FX43              | 4 d'abril de 2003      | Kitt Peak            | Spacewatch        |
| 376272 | 2011 FY43              | 23 de gener de 2006    | Kitt Peak            | Spacewatch        |
| 376273 | 2011 FG44              | 13 de març de 2007     | Mount Lemmon         | Mt. Lemmon Survey |
| 376274 | 2011 FQ45              | 1 d'octubre de 2008    | Kitt Peak            | Spacewatch        |
| 376275 | 2011 FM47              | 10 d'octubre de 2007   | Kitt Peak            | Spacewatch        |
| 376276 | 2011 FW55              | 23 de gener de 2006    | Kitt Peak            | Spacewatch        |
| 376277 | 2011 FG62              | 2 de febrer de 2006    | Kitt Peak            | Spacewatch        |
| 376278 | 2011 FB71              | 25 de gener de 2006    | Kitt Peak            | Spacewatch        |
| 376279 | 2011 FT72              | 17 de novembre de 2009 | Kitt Peak            | Spacewatch        |
| 376280 | 2011 FO73              | 16 de setembre de 2009 | Kitt Peak            | Spacewatch        |
| 376281 | 2011 FS73              | 29 de gener de 2011    | Kitt Peak            | Spacewatch        |
| 376282 | 2011 FH74              | 23 d'octubre de 2008   | Kitt Peak            | Spacewatch        |
| 376283 | 2011 FR77              | 9 d'octubre de 2004    | Kitt Peak            | Spacewatch        |
| 376284 | 2011 FO78              | 15 d'octubre de 2004   | Mount Lemmon         | Mt. Lemmon Survey |
| 376285 | 2011 FH79              | 8 de gener de 2006     | Mount Lemmon         | Mt. Lemmon Survey |
| 376286 | 2011 FD80              | 28 de setembre de 2009 | Mount Lemmon         | Mt. Lemmon Survey |
| 376287 | 2011 FH82              | 23 de maig de 2006     | Kitt Peak            | Spacewatch        |
| 376288 | 2011 FW82              | 1 d'octubre de 2003    | Kitt Peak            | Spacewatch        |
| 376289 | 2011 FL83              | 26 de gener de 2006    | Kitt Peak            | Spacewatch        |
| 376290 | 2011 FT89              | 26 de març de 2007     | Mount Lemmon         | Mt. Lemmon Survey |
| 376291 | 2011 FG90              | 25 de febrer de 2006   | Kitt Peak            | Spacewatch        |
| 376292 | 2011 FY97              | 11 de setembre de 2004 | Kitt Peak            | Spacewatch        |
| 376293 | 2011 FK101             | 22 de setembre de 2008 | Kitt Peak            | Spacewatch        |
| 376294 | 2011 FJ102             | 4 d'octubre de 1994    | Kitt Peak            | Spacewatch        |
| 376295 | 2011 FE108             | 30 de gener de 2006    | Catalina             | CSS               |
| 376296 | 2011 FA125             | 1 de febrer de 2005    | Kitt Peak            | Spacewatch        |
| 376297 | 2011 FL131             | 20 de novembre de 2001 | Socorro              | LINEAR            |
| 376298 | 2011 FH132             | 25 de novembre de 2005 | Catalina             | CSS               |
| 376299 | 2011 FC138             | 15 de desembre de 2004 | Mauna Kea            | P. A. Wiegert     |
| 376300 | 2011 FX140             | 15 de març de 2007     | Mount Lemmon         | Mt. Lemmon Survey |

## 376301-376400
| Nom    | Designació provisional | Data de descobriment   | Lloc de descobriment | Descobridor/s        |
| ------ | ---------------------- | ---------------------- | -------------------- | -------------------- |
| 376301 | 2011 FY142             | 12 d'octubre de 1999   | Kitt Peak            | Spacewatch           |
| 376302 | 2011 FF147             | 25 de març de 2006     | Mount Lemmon         | Mt. Lemmon Survey    |
| 376303 | 2011 FK148             | 14 de setembre de 2007 | Mauna Kea            | P. A. Wiegert        |
| 376304 | 2011 FU149             | 13 de març de 2010     | WISE                 | WISE                 |
| 376305 | 2011 FH150             | 1 de febrer de 2006    | Catalina             | CSS                  |
| 376306 | 2011 FW157             | 11 de novembre de 2009 | Mount Lemmon         | Mt. Lemmon Survey    |
| 376307 | 2011 FX157             | 11 d'abril de 2007     | Kitt Peak            | Spacewatch           |
| 376308 | 2011 GD4               | 9 de novembre de 1999  | Socorro              | LINEAR               |
| 376309 | 2011 GN6               | 25 de gener de 2006    | Kitt Peak            | Spacewatch           |
| 376310 | 2011 GU14              | 8 d'octubre de 2008    | Mount Lemmon         | Mt. Lemmon Survey    |
| 376311 | 2011 GE21              | 3 de març de 2000      | Anderson Mesa        | L. H. Wasserman      |
| 376312 | 2011 GV28              | 24 d'octubre de 2005   | Mauna Kea            | A. Boattini          |
| 376313 | 2011 GZ30              | 7 de novembre de 2008  | Mount Lemmon         | Mt. Lemmon Survey    |
| 376314 | 2011 GA32              | 27 de novembre de 2009 | Mount Lemmon         | Mt. Lemmon Survey    |
| 376315 | 2011 GE32              | 10 de novembre de 2004 | Kitt Peak            | Spacewatch           |
| 376316 | 2011 GZ33              | 29 de setembre de 2008 | Kitt Peak            | Spacewatch           |
| 376317 | 2011 GC34              | 7 d'octubre de 2004    | Kitt Peak            | Spacewatch           |
| 376318 | 2011 GX36              | 22 de maig de 2003     | Kitt Peak            | Spacewatch           |
| 376319 | 2011 GJ45              | 6 de novembre de 2005  | Mount Lemmon         | Mt. Lemmon Survey    |
| 376320 | 2011 GW45              | 5 de maig de 2006      | Kitt Peak            | Spacewatch           |
| 376321 | 2011 GF47              | 22 d'abril de 1998     | Kitt Peak            | Spacewatch           |
| 376322 | 2011 GX47              | 24 d'agost de 2008     | Kitt Peak            | Spacewatch           |
| 376323 | 2011 GE48              | 5 de març de 2006      | Kitt Peak            | Spacewatch           |
| 376324 | 2011 GN49              | 3 de març de 2000      | Kitt Peak            | Spacewatch           |
| 376325 | 2011 GV49              | 4 d'octubre de 2004    | Kitt Peak            | Spacewatch           |
| 376326 | 2011 GE50              | 12 de maig de 2007     | Kitt Peak            | Spacewatch           |
| 376327 | 2011 GM61              | 10 de maig de 2007     | Mount Lemmon         | Mt. Lemmon Survey    |
| 376328 | 2011 GS63              | 10 de març de 2005     | Anderson Mesa        | LONEOS               |
| 376329 | 2011 GP67              | 19 d'abril de 2007     | Lulin                | LUSS                 |
| 376330 | 2011 GY72              | 19 de setembre de 2007 | Kitt Peak            | Spacewatch           |
| 376331 | 2011 GY74              | 29 d'abril de 2000     | Kitt Peak            | Spacewatch           |
| 376332 | 2011 GO75              | 21 d'agost de 2007     | Siding Spring        | Siding Spring Survey |
| 376333 | 2011 GW75              | 2 de març de 1997      | Kitt Peak            | Spacewatch           |
| 376334 | 2011 GM77              | 28 de setembre de 2003 | Kitt Peak            | Spacewatch           |
| 376335 | 2011 GG79              | 1 de setembre de 2005  | Kitt Peak            | Spacewatch           |
| 376336 | 2011 GS80              | 12 d'abril de 2000     | Kitt Peak            | Spacewatch           |
| 376337 | 2011 GT84              | 13 de març de 2005     | Kitt Peak            | Spacewatch           |
| 376338 | 2011 GW85              | 11 de març de 2005     | Mount Lemmon         | Mt. Lemmon Survey    |
| 376339 | 2011 HJ14              | 4 d'octubre de 2004    | Kitt Peak            | Spacewatch           |
| 376340 | 2011 HD15              | 7 d'octubre de 2008    | Mount Lemmon         | Mt. Lemmon Survey    |
| 376341 | 2011 HT16              | 9 d'octubre de 2004    | Kitt Peak            | Spacewatch           |
| 376342 | 2011 HU20              | 29 d'agost de 2006     | Kitt Peak            | Spacewatch           |
| 376343 | 2011 HY23              | 12 de gener de 2010    | Catalina             | CSS                  |
| 376344 | 2011 HL27              | 27 d'abril de 2010     | WISE                 | WISE                 |
| 376345 | 2011 HS31              | 6 d'octubre de 1999    | Kitt Peak            | Spacewatch           |
| 376346 | 2011 HG36              | 11 de desembre de 2004 | Kitt Peak            | Spacewatch           |
| 376347 | 2011 HM36              | 22 de maig de 2006     | Kitt Peak            | Spacewatch           |
| 376348 | 2011 HZ40              | 17 de desembre de 2003 | Socorro              | LINEAR               |
| 376349 | 2011 HU42              | 19 de gener de 2005    | Kitt Peak            | Spacewatch           |
| 376350 | 2011 HE51              | 19 de desembre de 2009 | Mount Lemmon         | Mt. Lemmon Survey    |
| 376351 | 2011 HK64              | 20 de desembre de 2009 | Mount Lemmon         | Mt. Lemmon Survey    |
| 376352 | 2011 HE66              | 30 de juliol de 2008   | Mount Lemmon         | Mt. Lemmon Survey    |
| 376353 | 2011 HB78              | 30 d'abril de 2006     | Kitt Peak            | Spacewatch           |
| 376354 | 2011 HQ80              | 8 de gener de 2010     | Kitt Peak            | Spacewatch           |
| 376355 | 2011 HE81              | 6 de desembre de 2005  | Kitt Peak            | Spacewatch           |
| 376356 | 2011 HE84              | 13 de març de 2005     | Kitt Peak            | Spacewatch           |
| 376357 | 2011 HQ93              | 8 de maig de 2006      | Kitt Peak            | Spacewatch           |
| 376358 | 2011 JO5               | 5 de novembre de 2004  | Campo Imperatore     | CINEOS               |
| 376359 | 2011 JL16              | 14 de desembre de 1998 | Kitt Peak            | Spacewatch           |
| 376360 | 2011 JL21              | 27 de maig de 2006     | Kitt Peak            | Spacewatch           |
| 376361 | 2011 JG27              | 20 de setembre de 2009 | Mount Lemmon         | Mt. Lemmon Survey    |
| 376362 | 2011 JH31              | 28 d'agost de 2009     | Kitt Peak            | Spacewatch           |
| 376363 | 2011 KV4               | 3 de juny de 2010      | WISE                 | WISE                 |
| 376364 | 2011 KG9               | 14 de febrer de 2010   | Kitt Peak            | Spacewatch           |
| 376365 | 2011 KG42              | 4 d'octubre de 1999    | Kitt Peak            | Spacewatch           |
| 376366 | 2011 KB43              | 6 de novembre de 2005  | Mount Lemmon         | Mt. Lemmon Survey    |
| 376367 | 2011 KM43              | 4 de maig de 2005      | Kitt Peak            | Spacewatch           |
| 376368 | 2011 KY47              | 24 d'agost de 2007     | Kitt Peak            | Spacewatch           |
| 376369 | 2011 LH15              | 27 de novembre de 2000 | Kitt Peak            | Spacewatch           |
| 376370 | 2011 OX26              | 10 de gener de 2006    | Mount Lemmon         | Mt. Lemmon Survey    |
| 376371 | 2011 OU44              | 5 de juliol de 2011    | Charleston           | Charleston           |
| 376372 | 2011 QU70              | 24 de setembre de 2000 | Socorro              | LINEAR               |
| 376373 | 2011 SV21              | 19 de desembre de 2004 | Mount Lemmon         | Mt. Lemmon Survey    |
| 376374 | 2011 UC202             | 4 de febrer de 2003    | La Silla             | C. Barbieri          |
| 376375 | 2012 CB55              | 13 de maig de 2007     | Mount Lemmon         | Mt. Lemmon Survey    |
| 376376 | 2012 DR8               | 6 de setembre de 2008  | Siding Spring        | Siding Spring Survey |
| 376377 | 2012 DK16              | 6 de desembre de 2007  | Kitt Peak            | Spacewatch           |
| 376378 | 2012 DP18              | 4 de novembre de 2007  | Kitt Peak            | Spacewatch           |
| 376379 | 2012 DU24              | 16 d'abril de 2004     | Kitt Peak            | Spacewatch           |
| 376380 | 2012 DP25              | 22 de setembre de 2009 | Kitt Peak            | Spacewatch           |
| 376381 | 2012 DQ29              | 24 de març de 2009     | Kitt Peak            | Spacewatch           |
| 376382 | 2012 DE30              | 27 de setembre de 2003 | Kitt Peak            | Spacewatch           |
| 376383 | 2012 DO33              | 18 de setembre de 2010 | Mount Lemmon         | Mt. Lemmon Survey    |
| 376384 | 2012 DB40              | 6 de juny de 2005      | Kitt Peak            | Spacewatch           |
| 376385 | 2012 DU43              | 30 de setembre de 2005 | Anderson Mesa        | LONEOS               |
| 376386 | 2012 DS52              | 8 de febrer de 2008    | Mount Lemmon         | Mt. Lemmon Survey    |
| 376387 | 2012 DL60              | 26 de febrer de 2008   | Kitt Peak            | Spacewatch           |
| 376388 | 2012 DH82              | 13 de gener de 2005    | Kitt Peak            | Spacewatch           |
| 376389 | 2012 DD88              | 21 de setembre de 2003 | Kitt Peak            | Spacewatch           |
| 376390 | 2012 DG90              | 8 de març de 2005      | Siding Spring        | Siding Spring Survey |
| 376391 | 2012 EE1               | 7 de febrer de 2002    | Kitt Peak            | Spacewatch           |
| 376392 | 2012 EX10              | 23 de maig de 1999     | Kitt Peak            | Spacewatch           |
| 376393 | 2012 FS2               | 27 de novembre de 2006 | Mount Lemmon         | Mt. Lemmon Survey    |
| 376394 | 2012 FM10              | 3 de març de 2005      | Catalina             | CSS                  |
| 376395 | 2012 FP14              | 18 de novembre de 2007 | Mount Lemmon         | Mt. Lemmon Survey    |
| 376396 | 2012 FK24              | 18 de gener de 2008    | Kitt Peak            | Spacewatch           |
| 376397 | 2012 FB26              | 8 de març de 2005      | Mount Lemmon         | Mt. Lemmon Survey    |
| 376398 | 2012 FR27              | 8 de juny de 2002      | Socorro              | LINEAR               |
| 376399 | 2012 FW29              | 11 de març de 2005     | Kitt Peak            | Spacewatch           |
| 376400 | 2012 FM31              | 4 de juliol de 2005    | Siding Spring        | Siding Spring Survey |

## 376401-376500
| Nom    | Designació provisional | Data de descobriment   | Lloc de descobriment | Descobridor/s        |
| ------ | ---------------------- | ---------------------- | -------------------- | -------------------- |
| 376401 | 2012 FJ44              | 13 de març de 2005     | Kitt Peak            | Spacewatch           |
| 376402 | 2012 FZ53              | 27 de febrer de 2012   | Haleakala            | Pan-STARRS 1         |
| 376403 | 2012 FP54              | 26 d'octubre de 2005   | Kitt Peak            | Spacewatch           |
| 376404 | 2012 FG59              | 9 d'octubre de 2007    | Mount Lemmon         | Mt. Lemmon Survey    |
| 376405 | 2012 FB62              | 26 de setembre de 2009 | Kitt Peak            | Spacewatch           |
| 376406 | 2012 FC62              | 8 de setembre de 2004  | Socorro              | LINEAR               |
| 376407 | 2012 FJ67              | 24 d'abril de 2001     | Kitt Peak            | Spacewatch           |
| 376408 | 2012 FD69              | 2 de febrer de 2008    | Kitt Peak            | Spacewatch           |
| 376409 | 2012 FE69              | 15 de març de 2008     | Mount Lemmon         | Mt. Lemmon Survey    |
| 376410 | 2012 FB75              | 25 de setembre de 2006 | Kitt Peak            | Spacewatch           |
| 376411 | 2012 FP81              | 2 d'abril de 2002      | Kitt Peak            | Spacewatch           |
| 376412 | 2012 GJ2               | 8 d'octubre de 1994    | Kitt Peak            | Spacewatch           |
| 376413 | 2012 GK10              | 4 de maig de 2008      | Kitt Peak            | Spacewatch           |
| 376414 | 2012 GN10              | 29 de setembre de 2003 | Kitt Peak            | Spacewatch           |
| 376415 | 2012 GB13              | 23 de setembre de 2000 | Anderson Mesa        | LONEOS               |
| 376416 | 2012 GH13              | 15 de gener de 2004    | Kitt Peak            | Spacewatch           |
| 376417 | 2012 GQ21              | 5 de setembre de 2010  | Mount Lemmon         | Mt. Lemmon Survey    |
| 376418 | 2012 GJ23              | 20 d'octubre de 2006   | Mount Lemmon         | Mt. Lemmon Survey    |
| 376419 | 2012 GX25              | 3 de novembre de 2005  | Kitt Peak            | Spacewatch           |
| 376420 | 2012 GY28              | 2 d'octubre de 2009    | Mount Lemmon         | Mt. Lemmon Survey    |
| 376421 | 2012 GO31              | 30 de gener de 2011    | Haleakala            | Pan-STARRS 1         |
| 376422 | 2012 GP31              | 11 de març de 2005     | Kitt Peak            | Spacewatch           |
| 376423 | 2012 GS31              | 18 de novembre de 2006 | Kitt Peak            | Spacewatch           |
| 376424 | 2012 GF32              | 25 de setembre de 2009 | Mount Lemmon         | Mt. Lemmon Survey    |
| 376425 | 2012 GB35              | 21 de febrer de 2007   | Kitt Peak            | Spacewatch           |
| 376426 | 2012 HF7               | 8 de maig de 2005      | Kitt Peak            | Spacewatch           |
| 376427 | 2012 HO7               | 19 d'agost de 2006     | Kitt Peak            | Spacewatch           |
| 376428 | 2012 HQ7               | 24 de febrer de 2008   | Mount Lemmon         | Mt. Lemmon Survey    |
| 376429 | 2012 HS7               | 12 d'abril de 2012     | Kitt Peak            | Spacewatch           |
| 376430 | 2012 HF9               | 23 de febrer de 2007   | Kitt Peak            | Spacewatch           |
| 376431 | 2012 HZ10              | 19 de setembre de 2009 | Mount Lemmon         | Mt. Lemmon Survey    |
| 376432 | 2012 HB14              | 14 de novembre de 2006 | Kitt Peak            | Spacewatch           |
| 376433 | 2012 HZ15              | 18 d'abril de 2012     | Mount Lemmon         | Mt. Lemmon Survey    |
| 376434 | 2012 HF16              | 20 de novembre de 2001 | Socorro              | LINEAR               |
| 376435 | 2012 HL19              | 10 de març de 2005     | Catalina             | CSS                  |
| 376436 | 2012 HF28              | 25 de gener de 2006    | Kitt Peak            | Spacewatch           |
| 376437 | 2012 HR28              | 31 de març de 2008     | Mount Lemmon         | Mt. Lemmon Survey    |
| 376438 | 2012 HO31              | 8 d'octubre de 2005    | Anderson Mesa        | LONEOS               |
| 376439 | 2012 HK35              | 3 de març de 2005      | Catalina             | CSS                  |
| 376440 | 2012 HT37              | 25 d'octubre de 2005   | Kitt Peak            | Spacewatch           |
| 376441 | 2012 HR39              | 19 d'octubre de 2003   | Kitt Peak            | Spacewatch           |
| 376442 | 2012 HM40              | 6 de gener de 2012     | Haleakala            | Pan-STARRS 1         |
| 376443 | 2012 HS44              | 15 d'octubre de 2004   | Mount Lemmon         | Mt. Lemmon Survey    |
| 376444 | 2012 HC45              | 11 de novembre de 2001 | Kitt Peak            | Spacewatch           |
| 376445 | 2012 HT48              | 23 de maig de 1998     | Kitt Peak            | Spacewatch           |
| 376446 | 2012 HD50              | 25 d'abril de 2003     | Anderson Mesa        | LONEOS               |
| 376447 | 2012 HF50              | 17 de novembre de 2004 | Campo Imperatore     | CINEOS               |
| 376448 | 2012 HX56              | 8 de febrer de 2008    | Mount Lemmon         | Mt. Lemmon Survey    |
| 376449 | 2012 HH57              | 24 de març de 2012     | Kitt Peak            | Spacewatch           |
| 376450 | 2012 HG60              | 27 de març de 2008     | Mount Lemmon         | Mt. Lemmon Survey    |
| 376451 | 2012 HW62              | 3 de febrer de 2008    | Kitt Peak            | Spacewatch           |
| 376452 | 2012 HO63              | 1 d'octubre de 2005    | Mount Lemmon         | Mt. Lemmon Survey    |
| 376453 | 2012 HY63              | 12 de novembre de 2005 | Kitt Peak            | Spacewatch           |
| 376454 | 2012 HE64              | 22 de febrer de 2001   | Kitt Peak            | Spacewatch           |
| 376455 | 2012 HU66              | 10 de novembre de 2004 | Kitt Peak            | Spacewatch           |
| 376456 | 2012 HF67              | 27 de febrer de 2006   | Mount Lemmon         | Mt. Lemmon Survey    |
| 376457 | 2012 HS70              | 9 de gener de 2007     | Mount Lemmon         | Mt. Lemmon Survey    |
| 376458 | 2012 HD71              | 28 d'octubre de 2005   | Mount Lemmon         | Mt. Lemmon Survey    |
| 376459 | 2012 HS73              | 18 d'octubre de 2009   | Mount Lemmon         | Mt. Lemmon Survey    |
| 376460 | 2012 HJ74              | 8 d'abril de 2008      | Mount Lemmon         | Mt. Lemmon Survey    |
| 376461 | 2012 HU78              | 14 de març de 2007     | Kitt Peak            | Spacewatch           |
| 376462 | 2012 HM79              | 15 de setembre de 2004 | Kitt Peak            | Spacewatch           |
| 376463 | 2012 JQ2               | 23 d'octubre de 2009   | Kitt Peak            | Spacewatch           |
| 376464 | 2012 JD8               | 22 de setembre de 2009 | Mount Lemmon         | Mt. Lemmon Survey    |
| 376465 | 2012 JC13              | 11 de març de 2007     | Kitt Peak            | Spacewatch           |
| 376466 | 2012 JH13              | 1 de novembre de 2005  | Mount Lemmon         | Mt. Lemmon Survey    |
| 376467 | 2012 JL16              | 31 d'agost de 2005     | Kitt Peak            | Spacewatch           |
| 376468 | 2012 JU17              | 30 de gener de 2011    | Haleakala            | Pan-STARRS 1         |
| 376469 | 2012 JG19              | 25 de novembre de 2005 | Mount Lemmon         | Mt. Lemmon Survey    |
| 376470 | 2012 JK19              | 27 de febrer de 2006   | Kitt Peak            | Spacewatch           |
| 376471 | 2012 JN20              | 14 d'octubre de 2010   | Mount Lemmon         | Mt. Lemmon Survey    |
| 376472 | 2012 JF26              | 24 de setembre de 2009 | Kitt Peak            | Spacewatch           |
| 376473 | 2012 JH27              | 7 de gener de 2006     | Mount Lemmon         | Mt. Lemmon Survey    |
| 376474 | 2012 JY27              | 14 de setembre de 2007 | Anderson Mesa        | LONEOS               |
| 376475 | 2012 JY31              | 8 de desembre de 2004  | Socorro              | LINEAR               |
| 376476 | 2012 JM32              | 5 de març de 2006      | Kitt Peak            | Spacewatch           |
| 376477 | 2012 JK38              | 30 d'abril de 2003     | Kitt Peak            | Spacewatch           |
| 376478 | 2012 JU45              | 22 d'agost de 2007     | Anderson Mesa        | LONEOS               |
| 376479 | 2012 JP53              | 30 d'octubre de 2005   | Kitt Peak            | Spacewatch           |
| 376480 | 2012 JE54              | 13 de setembre de 2005 | Kitt Peak            | Spacewatch           |
| 376481 | 2012 JS54              | 6 de març de 2008      | Mount Lemmon         | Mt. Lemmon Survey    |
| 376482 | 2012 JN58              | 15 de desembre de 2006 | Kitt Peak            | Spacewatch           |
| 376483 | 2012 JX62              | 24 de setembre de 2009 | Mount Lemmon         | Mt. Lemmon Survey    |
| 376484 | 2012 JR65              | 29 de setembre de 2008 | Kitt Peak            | Spacewatch           |
| 376485 | 2012 JZ66              | 17 d'abril de 1998     | Kitt Peak            | Spacewatch           |
| 376486 | 2012 KU1               | 1 de novembre de 2005  | Mount Lemmon         | Mt. Lemmon Survey    |
| 376487 | 2012 KN2               | 5 de març de 2006      | Kitt Peak            | Spacewatch           |
| 376488 | 2012 KR8               | 1 d'abril de 2008      | Kitt Peak            | Spacewatch           |
| 376489 | 2012 KB10              | 4 de novembre de 2005  | Kitt Peak            | Spacewatch           |
| 376490 | 2012 KF10              | 12 d'octubre de 2009   | Mount Lemmon         | Mt. Lemmon Survey    |
| 376491 | 2012 KR11              | 31 d'octubre de 2002   | Anderson Mesa        | LONEOS               |
| 376492 | 2012 KV13              | 5 d'abril de 2008      | Mount Lemmon         | Mt. Lemmon Survey    |
| 376493 | 2012 KG15              | 17 de setembre de 2004 | Pla D'Arguines       | R. Ferrando          |
| 376494 | 2012 KJ21              | 25 de setembre de 2005 | Kitt Peak            | Spacewatch           |
| 376495 | 2012 KJ27              | 29 de setembre de 2009 | Mount Lemmon         | Mt. Lemmon Survey    |
| 376496 | 2012 KP29              | 12 de setembre de 2005 | Kitt Peak            | Spacewatch           |
| 376497 | 2012 KT29              | 13 de març de 2005     | Catalina             | CSS                  |
| 376498 | 2012 KP38              | 30 de juliol de 2008   | Siding Spring        | Siding Spring Survey |
| 376499 | 2012 KL40              | 25 de novembre de 2009 | Mount Lemmon         | Mt. Lemmon Survey    |
| 376500 | 2012 KD41              | 19 d'abril de 2006     | Kitt Peak            | Spacewatch           |

## 376501-376600
| Nom                 | Designació provisional | Data de descobriment   | Lloc de descobriment | Descobridor/s        |
| ------------------- | ---------------------- | ---------------------- | -------------------- | -------------------- |
| 376501              | 2012 KN42              | 20 d'octubre de 2003   | Kitt Peak            | Spacewatch           |
| 376502              | 2012 KY45              | 9 de setembre de 1999  | Socorro              | LINEAR               |
| 376503              | 2012 KN46              | 16 de juny de 2004     | Kitt Peak            | Spacewatch           |
| 376504              | 2012 KT46              | 3 de juny de 2003      | Socorro              | LINEAR               |
| 376505              | 2012 KM47              | 5 de setembre de 2007  | Anderson Mesa        | LONEOS               |
| 376506              | 2012 KK48              | 18 d'abril de 1998     | Kitt Peak            | Spacewatch           |
| 376507              | 2012 KT48              | 10 de novembre de 2005 | Mount Lemmon         | Mt. Lemmon Survey    |
| 376508              | 2012 KY48              | 28 de gener de 2006    | Mount Lemmon         | Mt. Lemmon Survey    |
| 376509              | 2012 KG49              | 15 de gener de 2004    | Kitt Peak            | Spacewatch           |
| 376510              | 2012 KG51              | 19 d'abril de 2012     | Mount Lemmon         | Mt. Lemmon Survey    |
| 376511              | 2012 LQ                | 16 de febrer de 2004   | Kitt Peak            | Spacewatch           |
| 376512              | 2012 LG2               | 2 d'abril de 2006      | Kitt Peak            | Spacewatch           |
| 376513              | 2012 LG3               | 20 de novembre de 2001 | Socorro              | LINEAR               |
| 376514              | 2012 LA5               | 4 d'agost de 2008      | Siding Spring        | Siding Spring Survey |
| 376515              | 2012 LD7               | 13 de març de 2007     | Kitt Peak            | Spacewatch           |
| 376516              | 2012 LH8               | 9 d'agost de 2007      | Dauban               | C. Rinner, F. Kugel  |
| 376517              | 2012 LU10              | 10 de juny de 2004     | Socorro              | LINEAR               |
| 376518              | 2012 LQ19              | 26 d'octubre de 2005   | Kitt Peak            | Spacewatch           |
| 376519              | 2012 LZ24              | 2 d'abril de 2010      | WISE                 | WISE                 |
| 376520              | 2012 LC25              | 17 de febrer de 2010   | WISE                 | WISE                 |
| 376521              | 2012 MU9               | 30 de maig de 2000     | Kitt Peak            | Spacewatch           |
| 376522              | 2012 PN5               | 9 de maig de 2006      | Mount Lemmon         | Mt. Lemmon Survey    |
| 376523              | 2012 PK14              | 30 de gener de 2006    | Kitt Peak            | Spacewatch           |
| 376524              | 2012 PP20              | 24 de desembre de 1992 | Kitt Peak            | Spacewatch           |
| 376525              | 2012 PY37              | 8 de maig de 2005      | Mount Lemmon         | Mt. Lemmon Survey    |
| 376526              | 2012 QN16              | 9 de març de 2005      | Mount Lemmon         | Mt. Lemmon Survey    |
| 376527              | 2012 QX39              | 17 de gener de 2005    | Kitt Peak            | Spacewatch           |
| 376528              | 2012 QH40              | 1 de desembre de 2003  | Kitt Peak            | Spacewatch           |
| 376529              | 2012 QP46              | 1 de desembre de 2008  | Kitt Peak            | Spacewatch           |
| 376530              | 2012 QN48              | 14 de març de 2005     | Mount Lemmon         | Mt. Lemmon Survey    |
| 376531              | 2012 RA33              | 4 de febrer de 2006    | Kitt Peak            | Spacewatch           |
| 376532              | 2012 SA24              | 15 de març de 2007     | Kitt Peak            | Spacewatch           |
| 376533              | 2012 SF41              | 30 d'agost de 2000     | Kitt Peak            | Spacewatch           |
| 376534              | 2012 SC59              | 12 de març de 2008     | Mount Lemmon         | Mt. Lemmon Survey    |
| 376535              | 2012 TL                | 11 de març de 2007     | Kitt Peak            | Spacewatch           |
| 376536              | 2012 TP                | 30 de gener de 2006    | Kitt Peak            | Spacewatch           |
| 376537              | 2012 TW9               | 21 de març de 1993     | La Silla             | Comets UESAC         |
| 376538              | 2012 TO146             | 15 de març de 2007     | Kitt Peak            | Spacewatch           |
| 376539              | 2012 TT146             | 19 de gener de 2005    | Kitt Peak            | Spacewatch           |
| 376540              | 2012 TR207             | 8 de juny de 2005      | Kitt Peak            | Spacewatch           |
| 376541              | 2012 TQ320             | 28 de gener de 2006    | Catalina             | CSS                  |
| 376542              | 2013 AA4               | 11 d'abril de 2008     | Mount Lemmon         | Mt. Lemmon Survey    |
| 376543              | 2013 BB25              | 26 de març de 2003     | Kitt Peak            | Spacewatch           |
| 376544              | 2013 EQ84              | 11 d'abril de 2008     | Kitt Peak            | Spacewatch           |
| 376545              | 2013 EL127             | 23 d'agost de 2001     | Anderson Mesa        | LONEOS               |
| 376546              | 2013 HW28              | 26 de novembre de 2003 | Kitt Peak            | Spacewatch           |
| 376547              | 2013 HZ137             | 14 de setembre de 2005 | Kitt Peak            | Spacewatch           |
| 376548              | 2013 KH2               | 25 de novembre de 2005 | Kitt Peak            | Spacewatch           |
| 376549              | 2013 KJ2               | 5 de setembre de 2002  | Campo Imperatore     | CINEOS               |
| 376550              | 2013 MG4               | 22 d'agost de 1995     | Kitt Peak            | Spacewatch           |
| 376551              | 2013 NP3               | 13 de desembre de 2010 | Kitt Peak            | Spacewatch           |
| 376552              | 2013 NV15              | 8 d'octubre de 2005    | Catalina             | CSS                  |
| 376553              | 2013 NS22              | 15 de setembre de 2009 | Catalina             | CSS                  |
| 376554              | 2013 OE9               | 2 d'octubre de 2010    | Mount Lemmon         | Mt. Lemmon Survey    |
| 376555              | 2013 OB10              | 7 de setembre de 1996  | Kitt Peak            | Spacewatch           |
| 376556              | 2013 PX                | 15 de març de 2007     | Mount Lemmon         | Mt. Lemmon Survey    |
| 376557              | 2013 PC3               | 5 de setembre de 2002  | Socorro              | LINEAR               |
| 376558              | 2013 PQ3               | 22 de setembre de 2008 | Kitt Peak            | Spacewatch           |
| 376559              | 2013 PT5               | 12 de setembre de 2004 | Kitt Peak            | Spacewatch           |
| 376560              | 2013 PH7               | 17 d'agost de 2009     | Kitt Peak            | Spacewatch           |
| 376561              | 2013 PM9               | 12 de febrer de 2004   | Kitt Peak            | Spacewatch           |
| 376562              | 2013 PP9               | 27 de setembre de 2000 | Kitt Peak            | Spacewatch           |
| 376563              | 2013 PA10              | 17 de març de 2004     | Kitt Peak            | Spacewatch           |
| 376564              | 2013 PK10              | 29 de març de 2008     | Kitt Peak            | Spacewatch           |
| 376565              | 2013 PV11              | 8 de març de 2005      | Mount Lemmon         | Mt. Lemmon Survey    |
| 376566              | 2013 PY12              | 11 de juny de 2004     | Kitt Peak            | Spacewatch           |
| 376567              | 2013 PG13              | 29 de setembre de 1999 | Catalina             | CSS                  |
| 376568              | 2013 PK13              | 5 de març de 2008      | Mount Lemmon         | Mt. Lemmon Survey    |
| 376569              | 2013 PO13              | 26 de desembre de 2006 | Kitt Peak            | Spacewatch           |
| 376570              | 2013 PP13              | 28 de gener de 2007    | Mount Lemmon         | Mt. Lemmon Survey    |
| 376571              | 2013 PA14              | 25 d'octubre de 2000   | Socorro              | LINEAR               |
| 376572              | 2013 PB14              | 7 de novembre de 2005  | Mauna Kea            | A. Boattini          |
| 376573              | 2013 PP14              | 4 de març de 2005      | Kitt Peak            | Spacewatch           |
| 376574 Michalkusiak | 2013 PA16              | 19 de gener de 2007    | Pla D'Arguines       | R. Ferrando          |
| 376575              | 2013 PB16              | 7 d'octubre de 2004    | Kitt Peak            | Spacewatch           |
| 376576              | 2013 PD16              | 10 d'octubre de 2005   | Catalina             | CSS                  |
| 376577              | 2013 PH16              | 7 d'abril de 2008      | Catalina             | CSS                  |
| 376578              | 2013 PC17              | 21 d'octubre de 2006   | Kitt Peak            | Spacewatch           |
| 376579              | 2013 PO17              | 12 d'agost de 1994     | La Silla             | E. W. Elst           |
| 376580              | 2013 PQ17              | 31 de maig de 2008     | Mount Lemmon         | Mt. Lemmon Survey    |
| 376581              | 2013 PZ19              | 4 de setembre de 2002  | Anderson Mesa        | LONEOS               |
| 376582              | 2013 PQ21              | 24 d'agost de 2008     | Kitt Peak            | Spacewatch           |
| 376583              | 2013 PA22              | 8 d'octubre de 2005    | Kitt Peak            | Spacewatch           |
| 376584              | 2013 PS23              | 4 de setembre de 1999  | Kitt Peak            | Spacewatch           |
| 376585              | 2013 PX23              | 4 d'octubre de 2007    | Mount Lemmon         | Mt. Lemmon Survey    |
| 376586              | 2013 PY24              | 26 de febrer de 2009   | Kitt Peak            | Spacewatch           |
| 376587              | 2013 PZ24              | 10 de març de 2005     | Mount Lemmon         | Mt. Lemmon Survey    |
| 376588              | 2013 PE25              | 10 de desembre de 2005 | Kitt Peak            | Spacewatch           |
| 376589              | 2013 PX25              | 23 d'octubre de 2008   | Kitt Peak            | Spacewatch           |
| 376590              | 2013 PB26              | 14 de setembre de 2007 | Anderson Mesa        | LONEOS               |
| 376591              | 2013 PV26              | 27 de desembre de 2006 | Mount Lemmon         | Mt. Lemmon Survey    |
| 376592              | 2013 PX27              | 7 d'octubre de 2010    | Sandlot              | G. Hug               |
| 376593              | 2013 PC28              | 26 de setembre de 2000 | Socorro              | LINEAR               |
| 376594              | 2013 PG28              | 26 de gener de 2006    | Kitt Peak            | Spacewatch           |
| 376595              | 2013 PH28              | 24 de febrer de 2006   | Mount Lemmon         | Mt. Lemmon Survey    |
| 376596              | 2013 PP28              | 25 d'octubre de 2005   | Kitt Peak            | Spacewatch           |
| 376597              | 2013 PC29              | 22 d'octubre de 2008   | Kitt Peak            | Spacewatch           |
| 376598              | 2013 PG29              | 16 de setembre de 2003 | Kitt Peak            | Spacewatch           |
| 376599              | 2013 PK31              | 23 d'agost de 1998     | Kitt Peak            | Spacewatch           |
| 376600              | 2013 PM31              | 14 de febrer de 2002   | Kitt Peak            | Spacewatch           |

## 376601-376700
| Nom           | Designació provisional | Data de descobriment   | Lloc de descobriment | Descobridor/s          |
| ------------- | ---------------------- | ---------------------- | -------------------- | ---------------------- |
| 376601        | 2013 PY31              | 14 de febrer de 2004   | Kitt Peak            | Spacewatch             |
| 376602        | 2013 PH33              | 6 d'octubre de 2005    | Mount Lemmon         | Mt. Lemmon Survey      |
| 376603        | 2013 PU33              | 25 de desembre de 2005 | Kitt Peak            | Spacewatch             |
| 376604        | 2013 PH34              | 7 de gener de 2006     | Kitt Peak            | Spacewatch             |
| 376605        | 2013 PZ34              | 11 de maig de 2007     | Mount Lemmon         | Mt. Lemmon Survey      |
| 376606        | 2013 PF35              | 17 de gener de 2007    | Kitt Peak            | Spacewatch             |
| 376607        | 2013 PR36              | 28 de maig de 2009     | Kitt Peak            | Spacewatch             |
| 376608        | 2013 PU36              | 17 de març de 2002     | Kitt Peak            | Spacewatch             |
| 376609        | 2013 PX36              | 3 d'octubre de 2003    | Kitt Peak            | Spacewatch             |
| 376610        | 2013 PU37              | 26 de gener de 2006    | Kitt Peak            | Spacewatch             |
| 376611        | 2013 PW37              | 11 de setembre de 2004 | Kitt Peak            | Spacewatch             |
| 376612        | 2013 PK40              | 6 de juliol de 2005    | Kitt Peak            | Spacewatch             |
| 376613        | 2013 PP40              | 5 de desembre de 2005  | Mount Lemmon         | Mt. Lemmon Survey      |
| 376614        | 2013 PY41              | 18 d'octubre de 2009   | Mount Lemmon         | Mt. Lemmon Survey      |
| 376615        | 2013 PE43              | 12 d'octubre de 2004   | Goodricke-Pigott     | R. A. Tucker           |
| 376616        | 2013 PH43              | 20 de setembre de 2003 | Kitt Peak            | Spacewatch             |
| 376617        | 2013 PO47              | 22 d'abril de 2007     | Kitt Peak            | Spacewatch             |
| 376618        | 2013 PQ48              | 18 de setembre de 2003 | Kitt Peak            | Spacewatch             |
| 376619        | 2013 PY48              | 21 de setembre de 2008 | Kitt Peak            | Spacewatch             |
| 376620        | 2013 PZ48              | 30 d'octubre de 2008   | Mount Lemmon         | Mt. Lemmon Survey      |
| 376621        | 2013 PB49              | 14 de setembre de 1994 | Kitt Peak            | Spacewatch             |
| 376622        | 2013 PP49              | 29 de novembre de 2005 | Kitt Peak            | Spacewatch             |
| 376623        | 2013 PR49              | 26 de gener de 2006    | Mount Lemmon         | Mt. Lemmon Survey      |
| 376624        | 2013 PB50              | 30 de setembre de 1997 | Caussols             | ODAS                   |
| 376625        | 2013 PE50              | 28 de desembre de 2005 | Kitt Peak            | Spacewatch             |
| 376626        | 2013 PJ59              | 15 de novembre de 2003 | Kitt Peak            | Spacewatch             |
| 376627        | 2013 PK59              | 15 de gener de 1996    | Kitt Peak            | Spacewatch             |
| 376628        | 2013 PZ63              | 1 de novembre de 2005  | Kitt Peak            | Spacewatch             |
| 376629        | 2013 PX65              | 13 de març de 2007     | Kitt Peak            | Spacewatch             |
| 376630        | 2013 PU67              | 8 de febrer de 2008    | Kitt Peak            | Spacewatch             |
| 376631        | 2013 PV67              | 29 de juliol de 2008   | Mount Lemmon         | Mt. Lemmon Survey      |
| 376632        | 2013 PJ68              | 9 de setembre de 2004  | Kitt Peak            | Spacewatch             |
| 376633        | 2013 PL68              | 13 d'abril de 2008     | Mount Lemmon         | Mt. Lemmon Survey      |
| 376634        | 2013 PY69              | 22 de setembre de 2009 | Catalina             | CSS                    |
| 376635        | 2013 PD70              | 2 de novembre de 2006  | Mount Lemmon         | Mt. Lemmon Survey      |
| 376636        | 2013 PE70              | 26 de febrer de 2009   | Kitt Peak            | Spacewatch             |
| 376637        | 2013 PF70              | 19 de setembre de 2009 | Catalina             | CSS                    |
| 376638        | 2013 PH70              | 11 d'abril de 2008     | Mount Lemmon         | Mt. Lemmon Survey      |
| 376639        | 2013 PS70              | 2 de març de 2006      | Kitt Peak            | Spacewatch             |
| 376640        | 2013 PE71              | 9 de setembre de 2004  | Socorro              | LINEAR                 |
| 376641        | 2013 PF71              | 19 de gener de 2005    | Kitt Peak            | Spacewatch             |
| 376642        | 2013 PL71              | 23 de novembre de 2003 | Kitt Peak            | Spacewatch             |
| 376643        | 2013 PZ71              | 13 de gener de 2005    | Kitt Peak            | Spacewatch             |
| 376644        | 2013 PV72              | 31 de gener de 2006    | Kitt Peak            | Spacewatch             |
| 376645        | 2013 PZ72              | 8 d'abril de 2003      | Kitt Peak            | Spacewatch             |
| 376646        | 2013 QG2               | 11 de gener de 2008    | Kitt Peak            | Spacewatch             |
| 376647        | 2013 QP2               | 1 d'octubre de 2008    | Catalina             | CSS                    |
| 376648        | 2013 QS2               | 30 d'agost de 2005     | Kitt Peak            | Spacewatch             |
| 376649        | 2013 QM3               | 4 de febrer de 2005    | Kitt Peak            | Spacewatch             |
| 376650        | 2013 QO3               | 28 de gener de 2000    | Kitt Peak            | Spacewatch             |
| 376651        | 2013 QE4               | 27 d'agost de 2006     | Kitt Peak            | Spacewatch             |
| 376652        | 2013 QO4               | 4 de setembre de 2008  | Kitt Peak            | Spacewatch             |
| 376653        | 2013 QV4               | 18 de setembre de 2009 | Kitt Peak            | Spacewatch             |
| 376654        | 2013 QY6               | 18 de setembre de 2003 | Kitt Peak            | Spacewatch             |
| 376655        | 2013 QB7               | 1 d'octubre de 2005    | Kitt Peak            | Spacewatch             |
| 376656        | 2013 QD7               | 26 de novembre de 2009 | Kitt Peak            | Spacewatch             |
| 376657        | 2013 QM8               | 28 de setembre de 2003 | Kitt Peak            | Spacewatch             |
| 376658        | 2013 QR8               | 1 d'abril de 2008      | Kitt Peak            | Spacewatch             |
| 376659        | 2013 QS8               | 23 d'octubre de 2008   | Mount Lemmon         | Mt. Lemmon Survey      |
| 376660        | 2013 QA9               | 25 de febrer de 2006   | Mount Lemmon         | Mt. Lemmon Survey      |
| 376661        | 2013 QF9               | 30 de juliol de 2008   | Mount Lemmon         | Mt. Lemmon Survey      |
| 376662        | 2013 QQ9               | 28 d'agost de 2006     | Kitt Peak            | Spacewatch             |
| 376663        | 2013 QS9               | 3 de març de 2009      | Kitt Peak            | Spacewatch             |
| 376664        | 2013 QX9               | 24 de desembre de 2006 | Kitt Peak            | Spacewatch             |
| 376665        | 2013 QC10              | 3 de març de 2005      | Catalina             | CSS                    |
| 376666        | 2013 QB13              | 20 de setembre de 2003 | Kitt Peak            | Spacewatch             |
| 376667        | 2013 QQ13              | 11 de juliol de 2004   | Socorro              | LINEAR                 |
| 376668        | 2013 QK14              | 12 de març de 2008     | Kitt Peak            | Spacewatch             |
| 376669        | 2013 QB15              | 27 de desembre de 2005 | Kitt Peak            | Spacewatch             |
| 376670        | 2013 QE15              | 28 de gener de 2007    | Kitt Peak            | Spacewatch             |
| 376671        | 2013 QM15              | 23 d'agost de 2007     | Kitt Peak            | Spacewatch             |
| 376672        | 2013 QX22              | 25 de desembre de 2005 | Kitt Peak            | Spacewatch             |
| 376673        | 2013 QA29              | 5 d'octubre de 2004    | Kitt Peak            | Spacewatch             |
| 376674        | 2013 QD29              | 16 de gener de 2005    | Mauna Kea            | P. A. Wiegert          |
| 376675        | 2013 QP31              | 9 de novembre de 1993  | Kitt Peak            | Spacewatch             |
| 376676        | 2013 QV33              | 10 d'agost de 2007     | Kitt Peak            | Spacewatch             |
| 376677        | 2013 QF34              | 21 de febrer de 2006   | Mount Lemmon         | Mt. Lemmon Survey      |
| 376678        | 2013 QY35              | 25 de gener de 1998    | Kitt Peak            | Spacewatch             |
| 376679        | 2013 QA39              | 9 d'octubre de 2008    | Mount Lemmon         | Mt. Lemmon Survey      |
| 376680        | 2013 QB39              | 5 de setembre de 2007  | Mount Lemmon         | Mt. Lemmon Survey      |
| 376681        | 2013 QS39              | 4 de març de 2005      | Kitt Peak            | Spacewatch             |
| 376682        | 2013 QH43              | 15 de març de 2007     | Kitt Peak            | Spacewatch             |
| 376683        | 2013 QC44              | 4 de setembre de 2008  | Kitt Peak            | Spacewatch             |
| 376684        | 2013 QC47              | 28 d'agost de 2005     | Kitt Peak            | Spacewatch             |
| 376685        | 2013 QM51              | 6 de setembre de 2008  | Mount Lemmon         | Mt. Lemmon Survey      |
| 376686        | 2013 QM56              | 6 de gener de 2010     | Kitt Peak            | Spacewatch             |
| 376687        | 2013 QF58              | 15 de juny de 2007     | Kitt Peak            | Spacewatch             |
| 376688        | 2013 QB60              | 27 d'octubre de 2008   | Mount Lemmon         | Mt. Lemmon Survey      |
| 376689        | 2013 QX65              | 13 de desembre de 2006 | Kitt Peak            | Spacewatch             |
| 376690        | 2013 QG68              | 4 d'octubre de 2006    | Mount Lemmon         | Mt. Lemmon Survey      |
| 376691        | 2013 QR68              | 30 de gener de 2011    | Haleakala            | Pan-STARRS 1           |
| 376692        | 2013 QU75              | 27 d'octubre de 2009   | Mount Lemmon         | Mt. Lemmon Survey      |
| 376693        | 2013 QH79              | 21 de juliol de 2009   | La Sagra             | OAM                    |
| 376694 Kassák | 2013 QL79              | 30 de gener de 2011    | Piszkéstető Station  | K. Sárneczky, S. Kürti |
| 376695        | 2013 QS79              | 2 d'octubre de 2006    | Mount Lemmon         | Mt. Lemmon Survey      |
| 376696        | 2013 QF80              | 1 d'octubre de 2005    | Mount Lemmon         | Mt. Lemmon Survey      |
| 376697        | 2013 QK80              | 21 de setembre de 2003 | Kitt Peak            | Spacewatch             |
| 376698        | 2013 QY80              | 28 de juliol de 2009   | Catalina             | CSS                    |
| 376699        | 2013 QK81              | 22 de setembre de 2008 | Mount Lemmon         | Mt. Lemmon Survey      |
| 376700        | 2013 RO1               | 18 de novembre de 2009 | Kitt Peak            | Spacewatch             |

## 376701-376800
| Nom    | Designació provisional | Data de descobriment   | Lloc de descobriment | Descobridor/s     |
| ------ | ---------------------- | ---------------------- | -------------------- | ----------------- |
| 376701 | 2013 RS1               | 17 de novembre de 2009 | Mount Lemmon         | Mt. Lemmon Survey |
| 376702 | 2013 RU2               | 15 de març de 2004     | Kitt Peak            | Spacewatch        |
| 376703 | 2013 RW2               | 28 de desembre de 2005 | Kitt Peak            | Spacewatch        |
| 376704 | 2013 RK8               | 5 de gener de 2006     | Mount Lemmon         | Mt. Lemmon Survey |
| 376705 | 2013 RA12              | 11 de setembre de 2007 | Mount Lemmon         | Mt. Lemmon Survey |
| 376706 | 1994 UT7               | 28 d'octubre de 1994   | Kitt Peak            | Spacewatch        |
| 376707 | 1995 OO                | 25 de juliol de 1995   | Kitt Peak            | Spacewatch        |
| 376708 | 1995 SV32              | 21 de setembre de 1995 | Kitt Peak            | Spacewatch        |
| 376709 | 1995 SZ61              | 25 de setembre de 1995 | Kitt Peak            | Spacewatch        |
| 376710 | 1995 SR63              | 20 de setembre de 1995 | Kitt Peak            | Spacewatch        |
| 376711 | 1995 SB79              | 21 de setembre de 1995 | Kitt Peak            | Spacewatch        |
| 376712 | 1995 TQ9               | 1 d'octubre de 1995    | Kitt Peak            | Spacewatch        |
| 376713 | 1995 WQ5               | 24 de novembre de 1995 | Siding Spring        | R. H. McNaught    |
| 376714 | 1996 GD7               | 12 d'abril de 1996     | Kitt Peak            | Spacewatch        |
| 376715 | 1996 RC19              | 15 de setembre de 1996 | Kitt Peak            | Spacewatch        |
| 376716 | 1996 SA3               | 19 de setembre de 1996 | Kitt Peak            | Spacewatch        |
| 376717 | 1996 TW16              | 4 d'octubre de 1996    | Kitt Peak            | Spacewatch        |
| 376718 | 1996 VR19              | 7 de novembre de 1996  | Kitt Peak            | Spacewatch        |
| 376719 | 1996 VV31              | 4 de novembre de 1996  | Kitt Peak            | Spacewatch        |
| 376720 | 1997 CO5               | 6 de febrer de 1997    | Haleakala            | NEAT              |
| 376721 | 1997 GR30              | 8 d'abril de 1997      | Kitt Peak            | Spacewatch        |
| 376722 | 1997 HF                | 28 d'abril de 1997     | Kitt Peak            | Spacewatch        |
| 376723 | 1997 SB26              | 28 de setembre de 1997 | Kitt Peak            | Spacewatch        |
| 376724 | 1997 UH6               | 23 d'octubre de 1997   | Kitt Peak            | Spacewatch        |
| 376725 | 1998 FP74              | 24 de març de 1998     | Bergisch Gladbac     | W. Bickel         |
| 376726 | 1998 JZ3               | 7 de maig de 1998      | Caussols             | ODAS              |
| 376727 | 1998 QD58              | 30 d'agost de 1998     | Kitt Peak            | Spacewatch        |
| 376728 | 1998 WC44              | 16 de novembre de 1998 | Kitt Peak            | Spacewatch        |
| 376729 | 1998 YB8               | 22 de desembre de 1998 | Socorro              | LINEAR            |
| 376730 | 1999 JY102             | 8 de maig de 1999      | Catalina             | CSS               |
| 376731 | 1999 JS126             | 13 de maig de 1999     | Socorro              | LINEAR            |
| 376732 | 1999 KP3               | 19 de maig de 1999     | Kitt Peak            | Spacewatch        |
| 376733 | 1999 PQ2               | 7 d'agost de 1999      | Kitt Peak            | Spacewatch        |
| 376734 | 1999 RS206             | 8 de setembre de 1999  | Socorro              | LINEAR            |
| 376735 | 1999 TA22              | 3 d'octubre de 1999    | Kitt Peak            | Spacewatch        |
| 376736 | 1999 TU58              | 6 d'octubre de 1999    | Kitt Peak            | Spacewatch        |
| 376737 | 1999 TQ67              | 8 d'octubre de 1999    | Kitt Peak            | Spacewatch        |
| 376738 | 1999 TG83              | 12 d'octubre de 1999   | Kitt Peak            | Spacewatch        |
| 376739 | 1999 TT83              | 12 d'octubre de 1999   | Kitt Peak            | Spacewatch        |
| 376740 | 1999 TY84              | 13 d'octubre de 1999   | Kitt Peak            | Spacewatch        |
| 376741 | 1999 TY112             | 4 d'octubre de 1999    | Socorro              | LINEAR            |
| 376742 | 1999 TS226             | 3 d'octubre de 1999    | Kitt Peak            | Spacewatch        |
| 376743 | 1999 TV252             | 9 d'octubre de 1999    | Socorro              | LINEAR            |
| 376744 | 1999 TZ261             | 13 d'octubre de 1999   | Socorro              | LINEAR            |
| 376745 | 1999 TE270             | 3 d'octubre de 1999    | Socorro              | LINEAR            |
| 376746 | 1999 TS270             | 3 d'octubre de 1999    | Socorro              | LINEAR            |
| 376747 | 1999 US11              | 29 d'octubre de 1999   | Kitt Peak            | Spacewatch        |
| 376748 | 1999 UC12              | 30 d'octubre de 1999   | Kitt Peak            | Spacewatch        |
| 376749 | 1999 UQ27              | 30 d'octubre de 1999   | Kitt Peak            | Spacewatch        |
| 376750 | 1999 UO31              | 31 d'octubre de 1999   | Kitt Peak            | Spacewatch        |
| 376751 | 1999 UU40              | 16 d'octubre de 1999   | Kitt Peak            | Spacewatch        |
| 376752 | 1999 VE14              | 2 de novembre de 1999  | Socorro              | LINEAR            |
| 376753 | 1999 VB40              | 11 de novembre de 1999 | Kitt Peak            | Spacewatch        |
| 376754 | 1999 VV41              | 4 de novembre de 1999  | Kitt Peak            | Spacewatch        |
| 376755 | 1999 VH70              | 4 de novembre de 1999  | Socorro              | LINEAR            |
| 376756 | 1999 VM103             | 9 de novembre de 1999  | Socorro              | LINEAR            |
| 376757 | 1999 VP123             | 5 de novembre de 1999  | Kitt Peak            | Spacewatch        |
| 376758 | 1999 VO138             | 9 de novembre de 1999  | Kitt Peak            | Spacewatch        |
| 376759 | 1999 VT152             | 10 de novembre de 1999 | Kitt Peak            | Spacewatch        |
| 376760 | 1999 VZ164             | 14 de novembre de 1999 | Socorro              | LINEAR            |
| 376761 | 1999 VZ210             | 13 de novembre de 1999 | Anderson Mesa        | LONEOS            |
| 376762 | 1999 WW23              | 17 de novembre de 1999 | Kitt Peak            | Spacewatch        |
| 376763 | 1999 XB9               | 5 de desembre de 1999  | Socorro              | LINEAR            |
| 376764 | 1999 XS16              | 7 de desembre de 1999  | Socorro              | LINEAR            |
| 376765 | 1999 XZ144             | 13 d'octubre de 1999   | Socorro              | LINEAR            |
| 376766 | 1999 XB150             | 8 de desembre de 1999  | Kitt Peak            | Spacewatch        |
| 376767 | 1999 XM225             | 13 de desembre de 1999 | Kitt Peak            | Spacewatch        |
| 376768 | 1999 XD253             | 12 de desembre de 1999 | Kitt Peak            | Spacewatch        |
| 376769 | 2000 AL253             | 7 de gener de 2000     | Kitt Peak            | Spacewatch        |
| 376770 | 2000 CJ74              | 7 de febrer de 2000    | Kitt Peak            | Spacewatch        |
| 376771 | 2000 DH17              | 29 de febrer de 2000   | Socorro              | LINEAR            |
| 376772 | 2000 FD6               | 25 de març de 2000     | Kitt Peak            | Spacewatch        |
| 376773 | 2000 GJ149             | 5 d'abril de 2000      | Socorro              | LINEAR            |
| 376774 | 2000 GT178             | 3 d'abril de 2000      | Kitt Peak            | Spacewatch        |
| 376775 | 2000 HW23              | 26 d'abril de 2000     | Anderson Mesa        | LONEOS            |
| 376776 | 2000 HG38              | 28 d'abril de 2000     | Kitt Peak            | Spacewatch        |
| 376777 | 2000 HC102             | 27 d'abril de 2000     | Socorro              | LINEAR            |
| 376778 | 2000 JY8               | 4 de maig de 2000      | Socorro              | LINEAR            |
| 376779 | 2000 LU25              | 11 de juny de 2000     | Socorro              | LINEAR            |
| 376780 | 2000 NG15              | 5 de juliol de 2000    | Anderson Mesa        | LONEOS            |
| 376781 | 2000 OY12              | 23 de juliol de 2000   | Socorro              | LINEAR            |
| 376782 | 2000 QC70              | 24 d'agost de 2000     | Socorro              | LINEAR            |
| 376783 | 2000 QK138             | 31 d'agost de 2000     | Socorro              | LINEAR            |
| 376784 | 2000 QW144             | 31 d'agost de 2000     | Socorro              | LINEAR            |
| 376785 | 2000 QV147             | 31 d'agost de 2000     | Socorro              | LINEAR            |
| 376786 | 2000 QO194             | 31 d'agost de 2000     | Socorro              | LINEAR            |
| 376787 | 2000 RQ8               | 1 de setembre de 2000  | Socorro              | LINEAR            |
| 376788 | 2000 RV37              | 3 de setembre de 2000  | Socorro              | LINEAR            |
| 376789 | 2000 RP40              | 3 de setembre de 2000  | Socorro              | LINEAR            |
| 376790 | 2000 SK20              | 23 de setembre de 2000 | Socorro              | LINEAR            |
| 376791 | 2000 SS30              | 24 de setembre de 2000 | Socorro              | LINEAR            |
| 376792 | 2000 SU92              | 23 de setembre de 2000 | Socorro              | LINEAR            |
| 376793 | 2000 SC99              | 23 de setembre de 2000 | Socorro              | LINEAR            |
| 376794 | 2000 SN125             | 24 de setembre de 2000 | Socorro              | LINEAR            |
| 376795 | 2000 SN129             | 22 de setembre de 2000 | Socorro              | LINEAR            |
| 376796 | 2000 SC135             | 23 de setembre de 2000 | Socorro              | LINEAR            |
| 376797 | 2000 SZ156             | 26 de setembre de 2000 | Socorro              | LINEAR            |
| 376798 | 2000 SU288             | 27 de setembre de 2000 | Socorro              | LINEAR            |
| 376799 | 2000 SP301             | 28 de setembre de 2000 | Socorro              | LINEAR            |
| 376800 | 2000 SD314             | 28 de setembre de 2000 | Socorro              | LINEAR            |

## 376801-376900
| Nom    | Designació provisional | Data de descobriment   | Lloc de descobriment | Descobridor/s            |
| ------ | ---------------------- | ---------------------- | -------------------- | ------------------------ |
| 376801 | 2000 SG326             | 29 de setembre de 2000 | Kitt Peak            | Spacewatch               |
| 376802 | 2000 SH357             | 28 de setembre de 2000 | Anderson Mesa        | LONEOS                   |
| 376803 | 2000 SO357             | 28 de setembre de 2000 | Anderson Mesa        | LONEOS                   |
| 376804 | 2000 TQ42              | 1 d'octubre de 2000    | Socorro              | LINEAR                   |
| 376805 | 2000 TK60              | 30 de setembre de 2000 | Anderson Mesa        | LONEOS                   |
| 376806 | 2000 UM97              | 25 d'octubre de 2000   | Socorro              | LINEAR                   |
| 376807 | 2000 VK5               | 1 de novembre de 2000  | Socorro              | LINEAR                   |
| 376808 | 2000 WT4               | 19 de novembre de 2000 | Socorro              | LINEAR                   |
| 376809 | 2000 WG13              | 21 de novembre de 2000 | Socorro              | LINEAR                   |
| 376810 | 2000 WZ116             | 20 de novembre de 2000 | Socorro              | LINEAR                   |
| 376811 | 2000 WU124             | 30 de novembre de 2000 | Socorro              | LINEAR                   |
| 376812 | 2000 WA148             | 28 de novembre de 2000 | Kitt Peak            | Spacewatch               |
| 376813 | 2000 YH39              | 30 de desembre de 2000 | Socorro              | LINEAR                   |
| 376814 | 2000 YN48              | 30 de desembre de 2000 | Socorro              | LINEAR                   |
| 376815 | 2000 YW51              | 30 de desembre de 2000 | Socorro              | LINEAR                   |
| 376816 | 2000 YP64              | 30 de desembre de 2000 | Socorro              | LINEAR                   |
| 376817 | 2001 AT43              | 4 de gener de 2001     | Socorro              | LINEAR                   |
| 376818 | 2001 AG54              | 4 de gener de 2001     | Socorro              | LINEAR                   |
| 376819 | 2001 BE3               | 17 de gener de 2001    | Socorro              | LINEAR                   |
| 376820 | 2001 BZ13              | 19 de gener de 2001    | Kitt Peak            | Spacewatch               |
| 376821 | 2001 CL18              | 2 de febrer de 2001    | Socorro              | LINEAR                   |
| 376822 | 2001 DD56              | 16 de febrer de 2001   | Kitt Peak            | Spacewatch               |
| 376823 | 2001 EU23              | 15 de març de 2001     | Haleakala            | NEAT                     |
| 376824 | 2001 FN11              | 19 de març de 2001     | Anderson Mesa        | LONEOS                   |
| 376825 | 2001 FP59              | 19 de març de 2001     | Socorro              | LINEAR                   |
| 376826 | 2001 FF64              | 19 de març de 2001     | Socorro              | LINEAR                   |
| 376827 | 2001 FR113             | 19 de març de 2001     | Anderson Mesa        | LONEOS                   |
| 376828 | 2001 FC186             | 16 de març de 2001     | Socorro              | LINEAR                   |
| 376829 | 2001 FY208             | 21 de març de 2001     | Kitt Peak            | SKADS                    |
| 376830 | 2001 MJ11              | 27 de juny de 2001     | Palomar              | NEAT                     |
| 376831 | 2001 OL1               | 18 de juliol de 2001   | Palomar              | NEAT                     |
| 376832 | 2001 OW3               | 18 de juliol de 2001   | Palomar              | NEAT                     |
| 376833 | 2001 OM25              | 18 de juliol de 2001   | Haleakala            | NEAT                     |
| 376834 | 2001 OH92              | 22 de juliol de 2001   | Palomar              | NEAT                     |
| 376835 | 2001 QD9               | 16 d'agost de 2001     | Socorro              | LINEAR                   |
| 376836 | 2001 QD61              | 19 d'agost de 2001     | Socorro              | LINEAR                   |
| 376837 | 2001 QA114             | 24 d'agost de 2001     | Palomar              | NEAT                     |
| 376838 | 2001 QP146             | 26 d'agost de 2001     | Kitt Peak            | Spacewatch               |
| 376839 | 2001 QZ148             | 21 d'agost de 2001     | Haleakala            | NEAT                     |
| 376840 | 2001 QG161             | 23 d'agost de 2001     | Anderson Mesa        | LONEOS                   |
| 376841 | 2001 QE162             | 23 d'agost de 2001     | Anderson Mesa        | LONEOS                   |
| 376842 | 2001 QM259             | 25 d'agost de 2001     | Socorro              | LINEAR                   |
| 376843 | 2001 QW267             | 20 d'agost de 2001     | Socorro              | LINEAR                   |
| 376844 | 2001 QV316             | 20 d'agost de 2001     | Cerro Tololo         | M. W. Buie               |
| 376845 | 2001 QO318             | 20 d'agost de 2001     | Cerro Tololo         | M. W. Buie               |
| 376846 | 2001 RU                | 8 de setembre de 2001  | Socorro              | LINEAR                   |
| 376847 | 2001 RK15              | 10 de setembre de 2001 | Socorro              | LINEAR                   |
| 376848 | 2001 RY47              | 15 de setembre de 2001 | Palomar              | NEAT                     |
| 376849 | 2001 RM66              | 10 de setembre de 2001 | Socorro              | LINEAR                   |
| 376850 | 2001 RU129             | 12 de setembre de 2001 | Socorro              | LINEAR                   |
| 376851 | 2001 RG152             | 11 de setembre de 2001 | Anderson Mesa        | LONEOS                   |
| 376852 | 2001 SX85              | 20 de setembre de 2001 | Socorro              | LINEAR                   |
| 376853 | 2001 SQ94              | 20 de setembre de 2001 | Socorro              | LINEAR                   |
| 376854 | 2001 SK96              | 20 de setembre de 2001 | Socorro              | LINEAR                   |
| 376855 | 2001 SY272             | 21 de setembre de 2001 | Palomar              | NEAT                     |
| 376856 | 2001 SN290             | 30 de setembre de 2001 | Palomar              | NEAT                     |
| 376857 | 2001 SW299             | 20 de setembre de 2001 | Socorro              | LINEAR                   |
| 376858 | 2001 SJ301             | 20 de setembre de 2001 | Socorro              | LINEAR                   |
| 376859 | 2001 SS316             | 25 de setembre de 2001 | Socorro              | LINEAR                   |
| 376860 | 2001 SC323             | 25 de setembre de 2001 | Socorro              | LINEAR                   |
| 376861 | 2001 TH7               | 11 d'octubre de 2001   | Palomar              | NEAT                     |
| 376862 | 2001 TP25              | 14 d'octubre de 2001   | Socorro              | LINEAR                   |
| 376863 | 2001 TU90              | 14 d'octubre de 2001   | Socorro              | LINEAR                   |
| 376864 | 2001 TP103             | 14 d'octubre de 2001   | Socorro              | LINEAR                   |
| 376865 | 2001 TJ153             | 11 d'octubre de 2001   | Palomar              | NEAT                     |
| 376866 | 2001 TU190             | 14 d'octubre de 2001   | Socorro              | LINEAR                   |
| 376867 | 2001 TN222             | 14 d'octubre de 2001   | Socorro              | LINEAR                   |
| 376868 | 2001 TU254             | 14 d'octubre de 2001   | Apache Point         | Sloan Digital Sky Survey |
| 376869 | 2001 TQ260             | 14 d'octubre de 2001   | Apache Point         | Sloan Digital Sky Survey |
| 376870 | 2001 UR60              | 17 d'octubre de 2001   | Socorro              | LINEAR                   |
| 376871 | 2001 UT108             | 20 d'octubre de 2001   | Socorro              | LINEAR                   |
| 376872 | 2001 UM160             | 23 d'octubre de 2001   | Socorro              | LINEAR                   |
| 376873 | 2001 UW230             | 16 d'octubre de 2001   | Palomar              | NEAT                     |
| 376874 | 2001 VE                | 6 de novembre de 2001  | Socorro              | LINEAR                   |
| 376875 | 2001 VD37              | 9 de novembre de 2001  | Socorro              | LINEAR                   |
| 376876 | 2001 VC56              | 10 de novembre de 2001 | Socorro              | LINEAR                   |
| 376877 | 2001 VV85              | 12 de novembre de 2001 | Socorro              | LINEAR                   |
| 376878 | 2001 VY114             | 12 de novembre de 2001 | Socorro              | LINEAR                   |
| 376879 | 2001 WW1               | 18 de novembre de 2001 | Socorro              | LINEAR                   |
| 376880 | 2001 WE12              | 17 de novembre de 2001 | Socorro              | LINEAR                   |
| 376881 | 2001 WL46              | 19 de novembre de 2001 | Socorro              | LINEAR                   |
| 376882 | 2001 WO70              | 20 de novembre de 2001 | Socorro              | LINEAR                   |
| 376883 | 2001 XE1               | 7 de desembre de 2001  | Socorro              | LINEAR                   |
| 376884 | 2001 XS24              | 10 de desembre de 2001 | Socorro              | LINEAR                   |
| 376885 | 2001 XM39              | 9 de desembre de 2001  | Socorro              | LINEAR                   |
| 376886 | 2001 XR46              | 9 de desembre de 2001  | Socorro              | LINEAR                   |
| 376887 | 2001 XY47              | 9 de desembre de 2001  | Socorro              | LINEAR                   |
| 376888 | 2001 XP73              | 11 de desembre de 2001 | Socorro              | LINEAR                   |
| 376889 | 2001 XU91              | 10 de desembre de 2001 | Socorro              | LINEAR                   |
| 376890 | 2001 XA95              | 10 de desembre de 2001 | Socorro              | LINEAR                   |
| 376891 | 2001 XF104             | 15 de desembre de 2001 | Socorro              | LINEAR                   |
| 376892 | 2001 XG107             | 10 de desembre de 2001 | Socorro              | LINEAR                   |
| 376893 | 2001 XK116             | 13 de desembre de 2001 | Socorro              | LINEAR                   |
| 376894 | 2001 XX137             | 14 de desembre de 2001 | Socorro              | LINEAR                   |
| 376895 | 2001 XF142             | 14 de desembre de 2001 | Socorro              | LINEAR                   |
| 376896 | 2001 XN145             | 14 de desembre de 2001 | Socorro              | LINEAR                   |
| 376897 | 2001 XJ155             | 14 de desembre de 2001 | Socorro              | LINEAR                   |
| 376898 | 2001 XD208             | 11 de desembre de 2001 | Socorro              | LINEAR                   |
| 376899 | 2001 XB237             | 15 de desembre de 2001 | Socorro              | LINEAR                   |
| 376900 | 2001 XQ237             | 15 de desembre de 2001 | Socorro              | LINEAR                   |

## 376901-377000
| Nom    | Designació provisional | Data de descobriment   | Lloc de descobriment | Descobridor/s              |
| ------ | ---------------------- | ---------------------- | -------------------- | -------------------------- |
| 376901 | 2001 XU248             | 14 de desembre de 2001 | Kitt Peak            | Spacewatch                 |
| 376902 | 2001 XZ259             | 9 de desembre de 2001  | Socorro              | LINEAR                     |
| 376903 | 2001 YB6               | 23 de desembre de 2001 | Kingsnake            | J. V. McClusky             |
| 376904 | 2001 YJ15              | 17 de desembre de 2001 | Socorro              | LINEAR                     |
| 376905 | 2001 YA16              | 17 de desembre de 2001 | Socorro              | LINEAR                     |
| 376906 | 2001 YE53              | 18 de desembre de 2001 | Socorro              | LINEAR                     |
| 376907 | 2001 YM85              | 18 de desembre de 2001 | Socorro              | LINEAR                     |
| 376908 | 2001 YK96              | 18 de desembre de 2001 | Palomar              | NEAT                       |
| 376909 | 2001 YV96              | 17 de desembre de 2001 | Socorro              | LINEAR                     |
| 376910 | 2001 YU123             | 17 de desembre de 2001 | Socorro              | LINEAR                     |
| 376911 | 2001 YU131             | 19 de desembre de 2001 | Socorro              | LINEAR                     |
| 376912 | 2001 YX149             | 19 de desembre de 2001 | Palomar              | NEAT                       |
| 376913 | 2002 AF31              | 9 de gener de 2002     | Socorro              | LINEAR                     |
| 376914 | 2002 AO37              | 9 de gener de 2002     | Socorro              | LINEAR                     |
| 376915 | 2002 AP40              | 9 de gener de 2002     | Socorro              | LINEAR                     |
| 376916 | 2002 AV46              | 9 de gener de 2002     | Socorro              | LINEAR                     |
| 376917 | 2002 AM49              | 9 de gener de 2002     | Socorro              | LINEAR                     |
| 376918 | 2002 AM97              | 8 de gener de 2002     | Socorro              | LINEAR                     |
| 376919 | 2002 AT103             | 9 de gener de 2002     | Socorro              | LINEAR                     |
| 376920 | 2002 AR127             | 13 de gener de 2002    | Socorro              | LINEAR                     |
| 376921 | 2002 AV172             | 14 de gener de 2002    | Socorro              | LINEAR                     |
| 376922 | 2002 AR203             | 12 de gener de 2002    | Kitt Peak            | Spacewatch                 |
| 376923 | 2002 BY27              | 20 de gener de 2002    | Anderson Mesa        | LONEOS                     |
| 376924 | 2002 CM29              | 6 de febrer de 2002    | Socorro              | LINEAR                     |
| 376925 | 2002 CX32              | 6 de febrer de 2002    | Socorro              | LINEAR                     |
| 376926 | 2002 CH44              | 10 de febrer de 2002   | Socorro              | LINEAR                     |
| 376927 | 2002 CM67              | 13 de gener de 2002    | Socorro              | LINEAR                     |
| 376928 | 2002 CG71              | 7 de febrer de 2002    | Socorro              | LINEAR                     |
| 376929 | 2002 CN86              | 7 de febrer de 2002    | Socorro              | LINEAR                     |
| 376930 | 2002 CG109             | 7 de febrer de 2002    | Socorro              | LINEAR                     |
| 376931 | 2002 CS118             | 13 de febrer de 2002   | Socorro              | LINEAR                     |
| 376932 | 2002 CD141             | 8 de febrer de 2002    | Socorro              | LINEAR                     |
| 376933 | 2002 CW153             | 9 de febrer de 2002    | Kitt Peak            | Spacewatch                 |
| 376934 | 2002 CM166             | 8 de febrer de 2002    | Socorro              | LINEAR                     |
| 376935 | 2002 CX171             | 8 de febrer de 2002    | Socorro              | LINEAR                     |
| 376936 | 2002 CO189             | 10 de febrer de 2002   | Socorro              | LINEAR                     |
| 376937 | 2002 CC194             | 10 de febrer de 2002   | Socorro              | LINEAR                     |
| 376938 | 2002 CS229             | 10 de febrer de 2002   | Kitt Peak            | Spacewatch                 |
| 376939 | 2002 CA253             | 5 de febrer de 2002    | Anderson Mesa        | LONEOS                     |
| 376940 | 2002 CT255             | 6 de febrer de 2002    | Palomar              | NEAT                       |
| 376941 | 2002 CR265             | 7 de febrer de 2002    | Kitt Peak            | Spacewatch                 |
| 376942 | 2002 CF290             | 10 de febrer de 2002   | Socorro              | LINEAR                     |
| 376943 | 2002 CD314             | 3 de febrer de 2002    | Palomar              | NEAT                       |
| 376944 | 2002 DP3               | 21 de febrer de 2002   | Palomar              | NEAT                       |
| 376945 | 2002 DV14              | 16 de febrer de 2002   | Palomar              | NEAT                       |
| 376946 | 2002 EC4               | 10 de març de 2002     | Cima Ekar            | Asiago-DLR Asteroid Survey |
| 376947 | 2002 ET33              | 11 de març de 2002     | Palomar              | NEAT                       |
| 376948 | 2002 EZ48              | 12 de març de 2002     | Palomar              | NEAT                       |
| 376949 | 2002 EG64              | 13 de març de 2002     | Socorro              | LINEAR                     |
| 376950 | 2002 ER97              | 12 de març de 2002     | Socorro              | LINEAR                     |
| 376951 | 2002 EG119             | 10 de març de 2002     | Kitt Peak            | Spacewatch                 |
| 376952 | 2002 EM162             | 13 de març de 2002     | Kitt Peak            | Spacewatch                 |
| 376953 | 2002 FE28              | 20 de març de 2002     | Kitt Peak            | Spacewatch                 |
| 376954 | 2002 FP30              | 20 de març de 2002     | Socorro              | LINEAR                     |
| 376955 | 2002 GR3               | 8 d'abril de 2002      | Palomar              | NEAT                       |
| 376956 | 2002 GG4               | 9 d'abril de 2002      | Socorro              | LINEAR                     |
| 376957 | 2002 GN28              | 6 d'abril de 2002      | Cerro Tololo         | M. W. Buie                 |
| 376958 | 2002 GM40              | 4 d'abril de 2002      | Palomar              | NEAT                       |
| 376959 | 2002 GJ69              | 8 d'abril de 2002      | Palomar              | NEAT                       |
| 376960 | 2002 GQ84              | 10 d'abril de 2002     | Socorro              | LINEAR                     |
| 376961 | 2002 GB91              | 8 d'abril de 2002      | Palomar              | NEAT                       |
| 376962 | 2002 GB132             | 16 de març de 2002     | Kitt Peak            | Spacewatch                 |
| 376963 | 2002 GC139             | 13 d'abril de 2002     | Palomar              | NEAT                       |
| 376964 | 2002 HD                | 16 d'abril de 2002     | Socorro              | LINEAR                     |
| 376965 | 2002 JY54              | 9 de maig de 2002      | Socorro              | LINEAR                     |
| 376966 | 2002 JW57              | 22 d'abril de 2002     | Kitt Peak            | Spacewatch                 |
| 376967 | 2002 JV79              | 11 de maig de 2002     | Socorro              | LINEAR                     |
| 376968 | 2002 JJ101             | 15 de maig de 2002     | Socorro              | LINEAR                     |
| 376969 | 2002 JR102             | 9 de maig de 2002      | Socorro              | LINEAR                     |
| 376970 | 2002 JR149             | 10 de maig de 2002     | Palomar              | NEAT                       |
| 376971 | 2002 KA1               | 17 de maig de 2002     | Socorro              | LINEAR                     |
| 376972 | 2002 KO13              | 18 de maig de 2002     | Palomar              | NEAT                       |
| 376973 | 2002 LK34              | 6 de juny de 2002      | Socorro              | LINEAR                     |
| 376974 | 2002 NF5               | 10 de juliol de 2002   | Campo Imperatore     | CINEOS                     |
| 376975 | 2002 NY5               | 5 de juny de 2002      | Kitt Peak            | Spacewatch                 |
| 376976 | 2002 NQ68              | 4 de juliol de 2002    | Palomar              | NEAT                       |
| 376977 | 2002 NJ69              | 3 de juliol de 2002    | Palomar              | Palomar                    |
| 376978 | 2002 NV74              | 4 de juliol de 2002    | Palomar              | NEAT                       |
| 376979 | 2002 OS2               | 17 de juliol de 2002   | Socorro              | LINEAR                     |
| 376980 | 2002 OO6               | 20 de juliol de 2002   | Palomar              | NEAT                       |
| 376981 | 2002 OV26              | 22 de juliol de 2002   | Palomar              | NEAT                       |
| 376982 | 2002 OZ26              | 19 de juliol de 2002   | Palomar              | NEAT                       |
| 376983 | 2002 OD31              | 18 de juliol de 2002   | Palomar              | NEAT                       |
| 376984 | 2002 OR31              | 17 de juliol de 2002   | Palomar              | NEAT                       |
| 376985 | 2002 OE33              | 18 de juliol de 2002   | Palomar              | NEAT                       |
| 376986 | 2002 PP2               | 3 d'agost de 2002      | Palomar              | NEAT                       |
| 376987 | 2002 PX16              | 6 d'agost de 2002      | Palomar              | NEAT                       |
| 376988 | 2002 PQ27              | 6 d'agost de 2002      | Palomar              | NEAT                       |
| 376989 | 2002 PM33              | 6 d'agost de 2002      | Campo Imperatore     | CINEOS                     |
| 376990 | 2002 PN83              | 10 d'agost de 2002     | Socorro              | LINEAR                     |
| 376991 | 2002 PO118             | 13 d'agost de 2002     | Anderson Mesa        | LONEOS                     |
| 376992 | 2002 PW118             | 13 d'agost de 2002     | Anderson Mesa        | LONEOS                     |
| 376993 | 2002 PX129             | 15 d'agost de 2002     | Socorro              | LINEAR                     |
| 376994 | 2002 PF130             | 14 d'agost de 2002     | Socorro              | LINEAR                     |
| 376995 | 2002 PP138             | 11 d'agost de 2002     | Socorro              | LINEAR                     |
| 376996 | 2002 PC178             | 15 d'agost de 2002     | Palomar              | NEAT                       |
| 376997 | 2002 PM178             | 15 d'agost de 2002     | Palomar              | NEAT                       |
| 376998 | 2002 PZ182             | 8 d'agost de 2002      | Palomar              | NEAT                       |
| 376999 | 2002 PJ198             | 30 de juliol de 1995   | Kitt Peak            | Spacewatch                 |
| 377000 | 2002 QY33              | 29 d'agost de 2002     | Palomar              | NEAT                       |